# 中央藝術坊站
中央艺术坊站位於馬來西亞吉隆坡市中心的巴生河旁，是吉隆坡格拉那再也线与加影线的转换站。本站周圍有中央藝術坊、国家邮政局、宏图大厦和吉隆坡的唐人街茨厂街，每日使用人次众多。
本站属于格拉那再也线第一阶段线路，于1998年9月1日开始运营，而加影线站台則於2017年7月17日開始通行。两个车站之间设有行人天桥衔接两站的付费区通道，使乘客能直接进行站内换乘。
400米附近有一个通勤铁路站吉隆坡站，可以转乘至芙蓉线和巴生港线的其他车站。中央艺术坊巴士站就位於车站对面，是快捷通巴士和GO吉隆坡城巴（免费巴士）的主要停靠站點之一，許多來往雪隆區域的巴士皆會以此為出發點。
本站也是格拉那再也线和加影线唯一的转换站。

## 历史

### 格拉那再也线

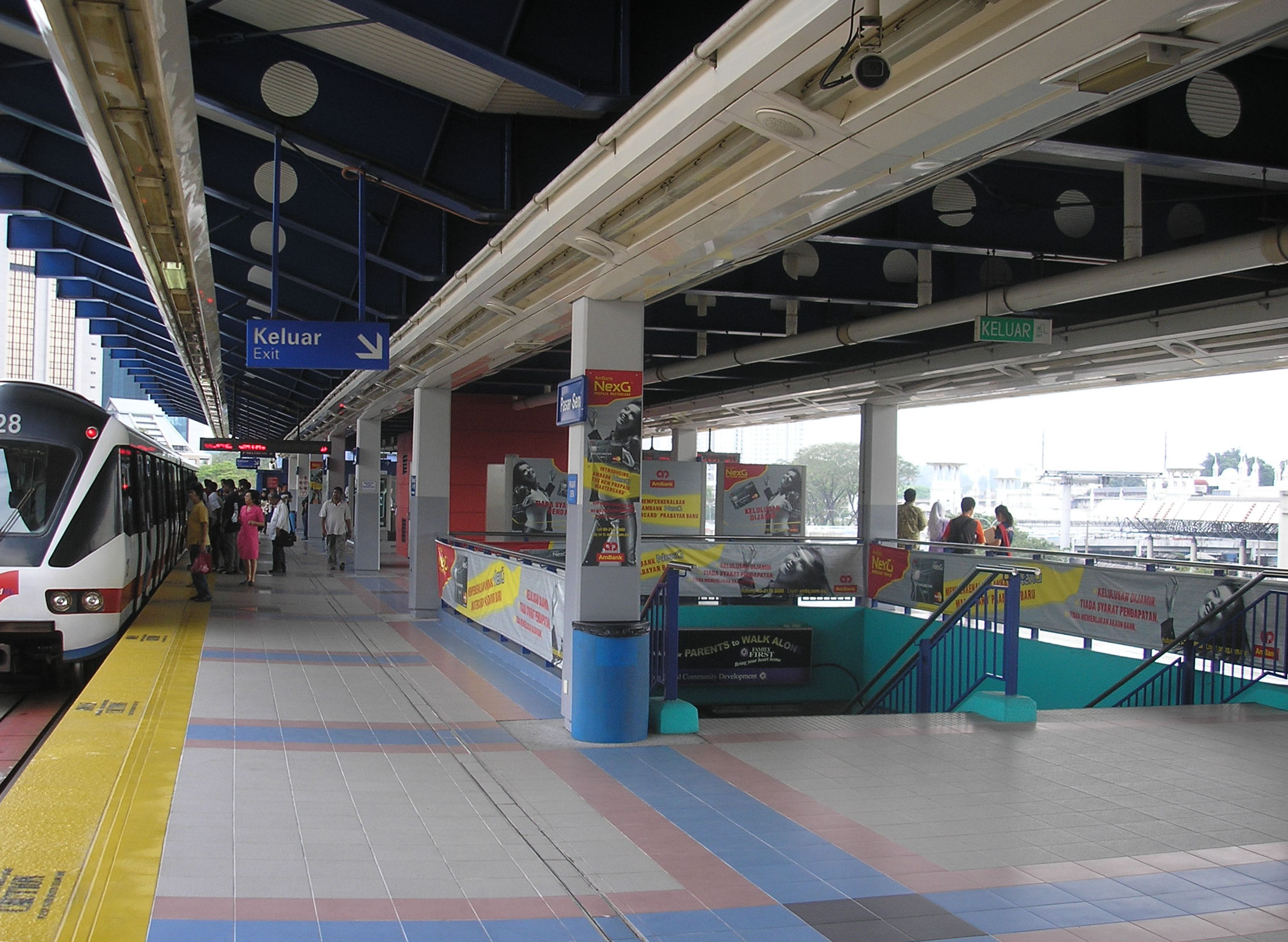
中央艺术坊站台

本站属于格拉那再也线第一阶段线路，于1998年9月1日开始运营，以布特拉轻快铁（PUTRA）的第一阶段线路和从本站至格拉那再也站的10个车站同时开放。车站主入口位于汉卡斯都里路，毗邻该路与苏丹街的交界处。自2012年巴生巴士总站（Klang Bus Stand）被拆除以建设捷运站台后，本站入口前的空间被改建为一个集快捷通、GO吉隆坡城巴和吉隆坡随乘随下服务的巴士总站。2013年，快捷通巴士服务柜台也在这里设立，提供申请公交卡的服务。

### 双溪毛糯－加影线
捷运站建在巴生巴士总站、宏愿广场和UO购物中心的旧址下，于2012年左右开始施工。中央艺术坊捷运站也在2017年7月17日与其他第二阶段车站开通。

## 车站结构和设计

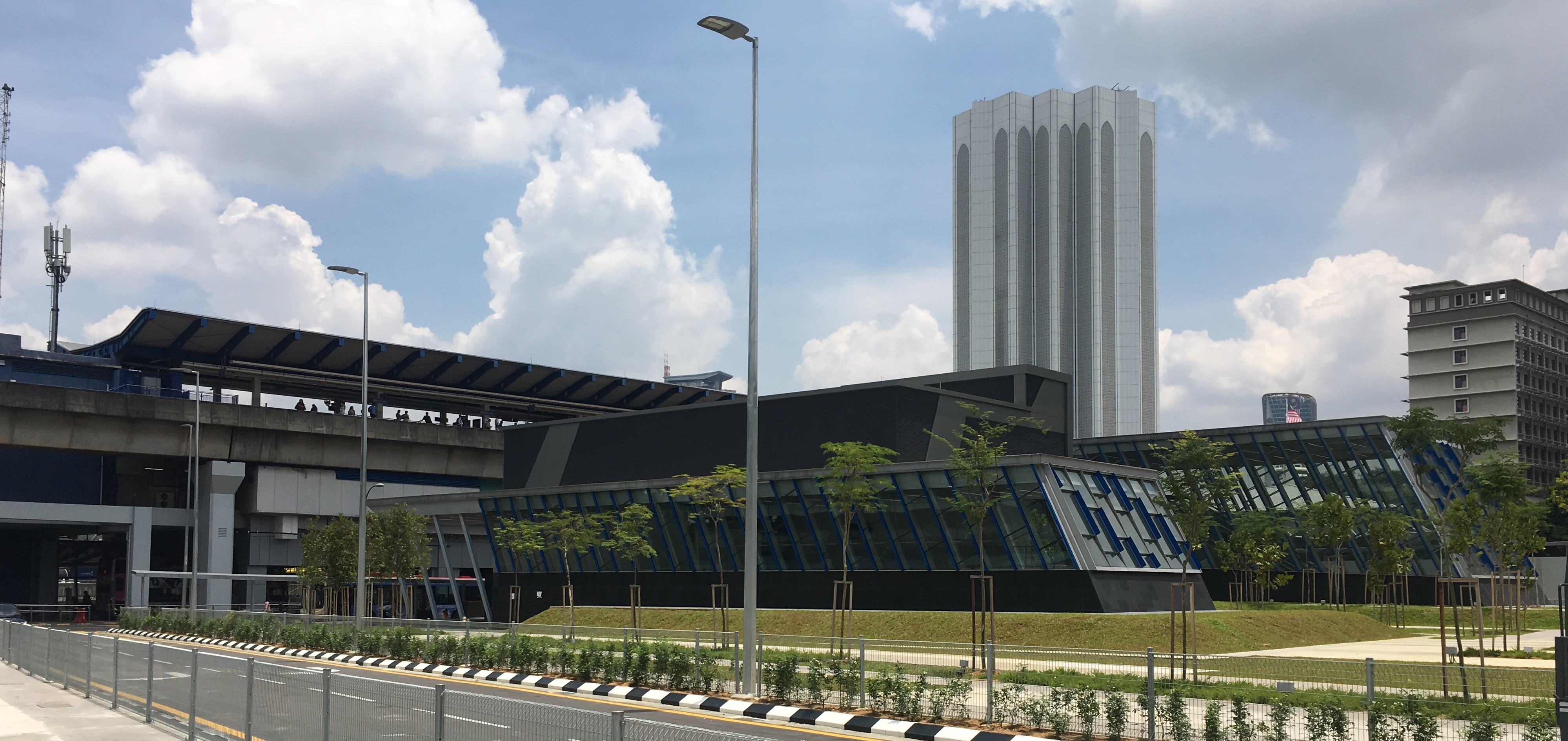
从轻快铁站看向中央艺术坊捷运站外观。

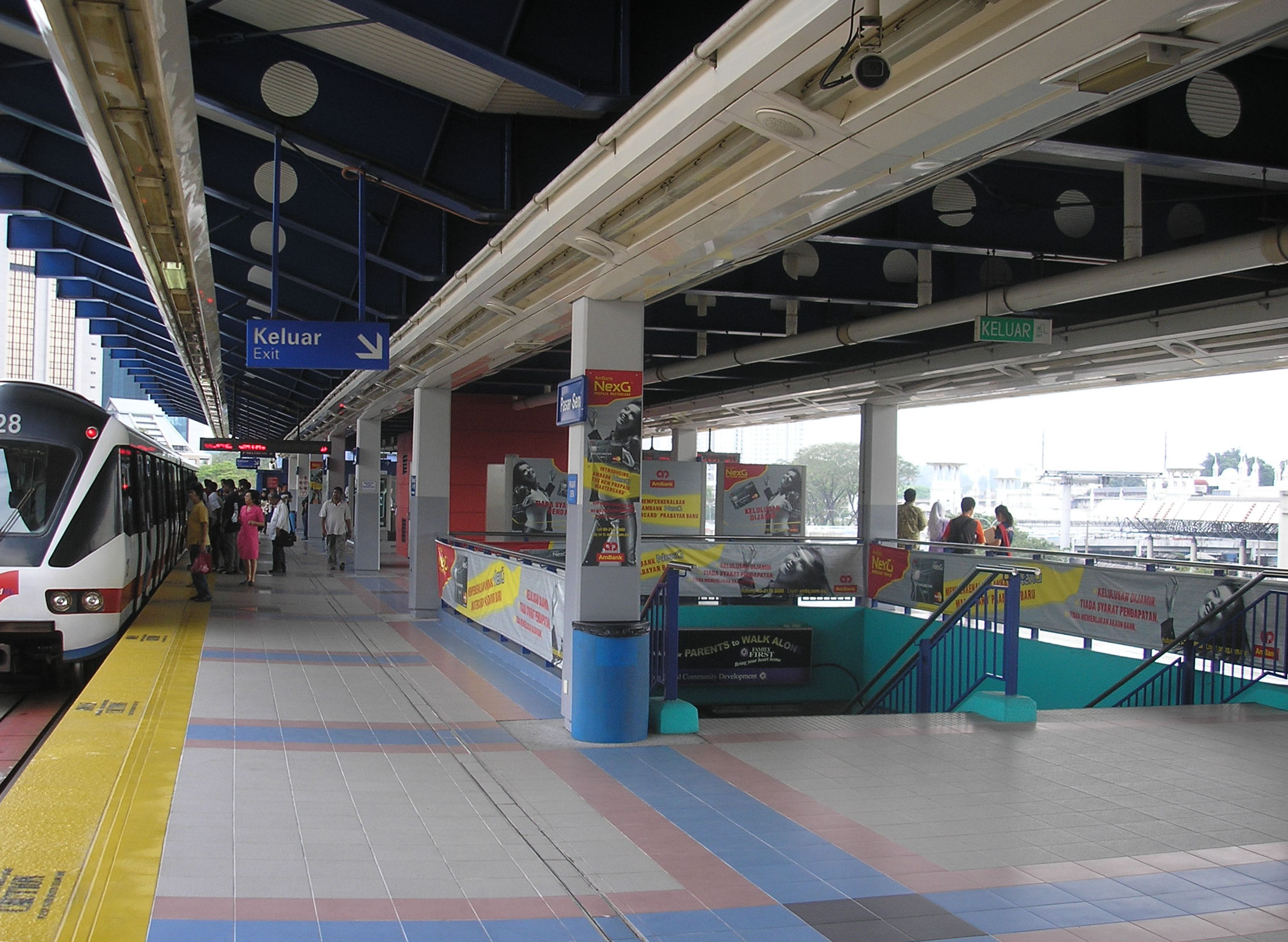
旧轻快铁站台。

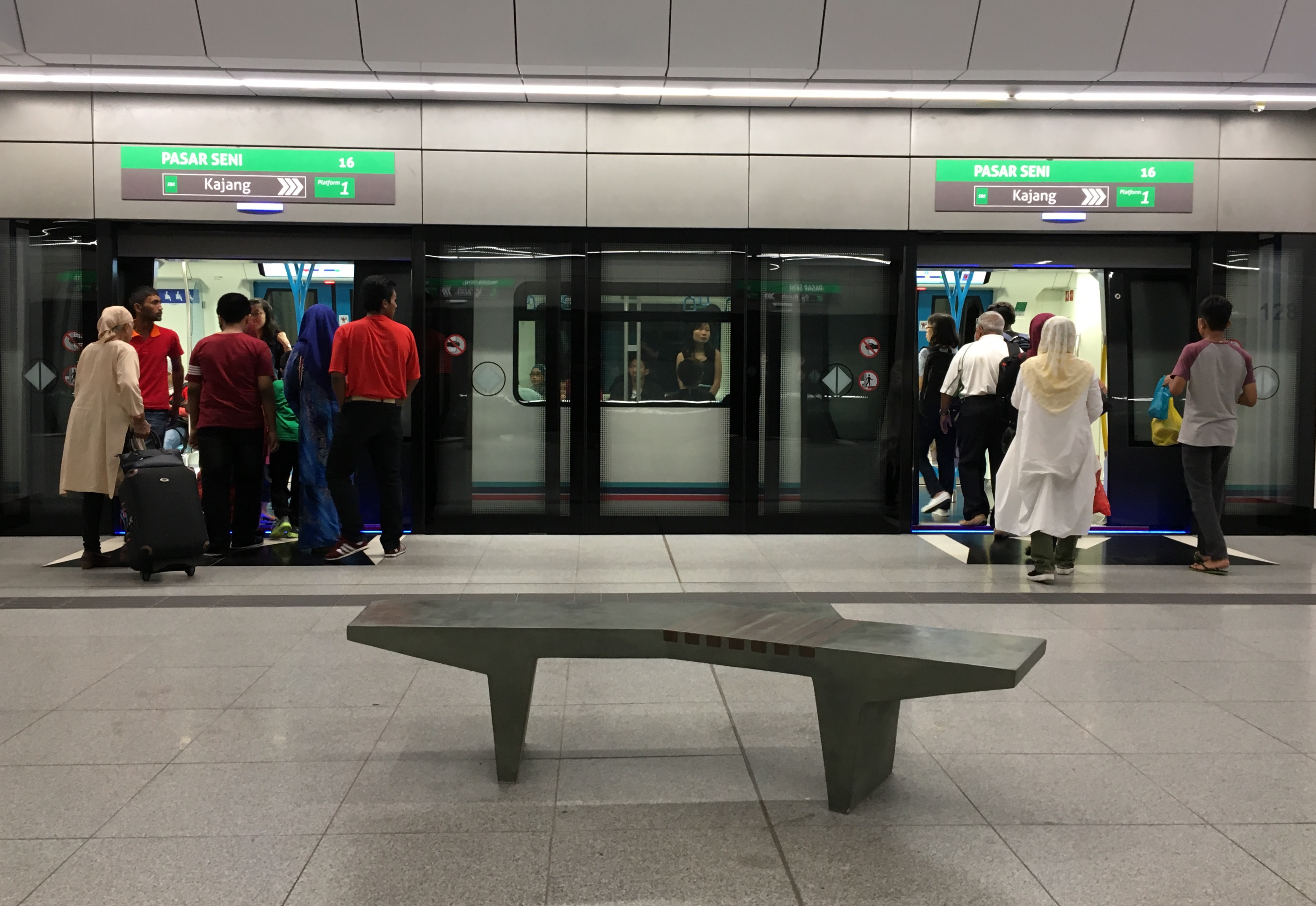
捷运站台一览。

本站是格拉那再也线的一个高架车站同时也是双加捷运的地下车站。本站共有三个地下楼层，分别是车站大厅、机房（不对外开放和站台楼，地面则是青草地。本站结构类似占美清真寺站，提供从付费区域至付费区域而不需要再次岀站，并有一座行人天桥衔接旧有的轻快铁车站和新建的捷运车站。

### 格拉那再也线

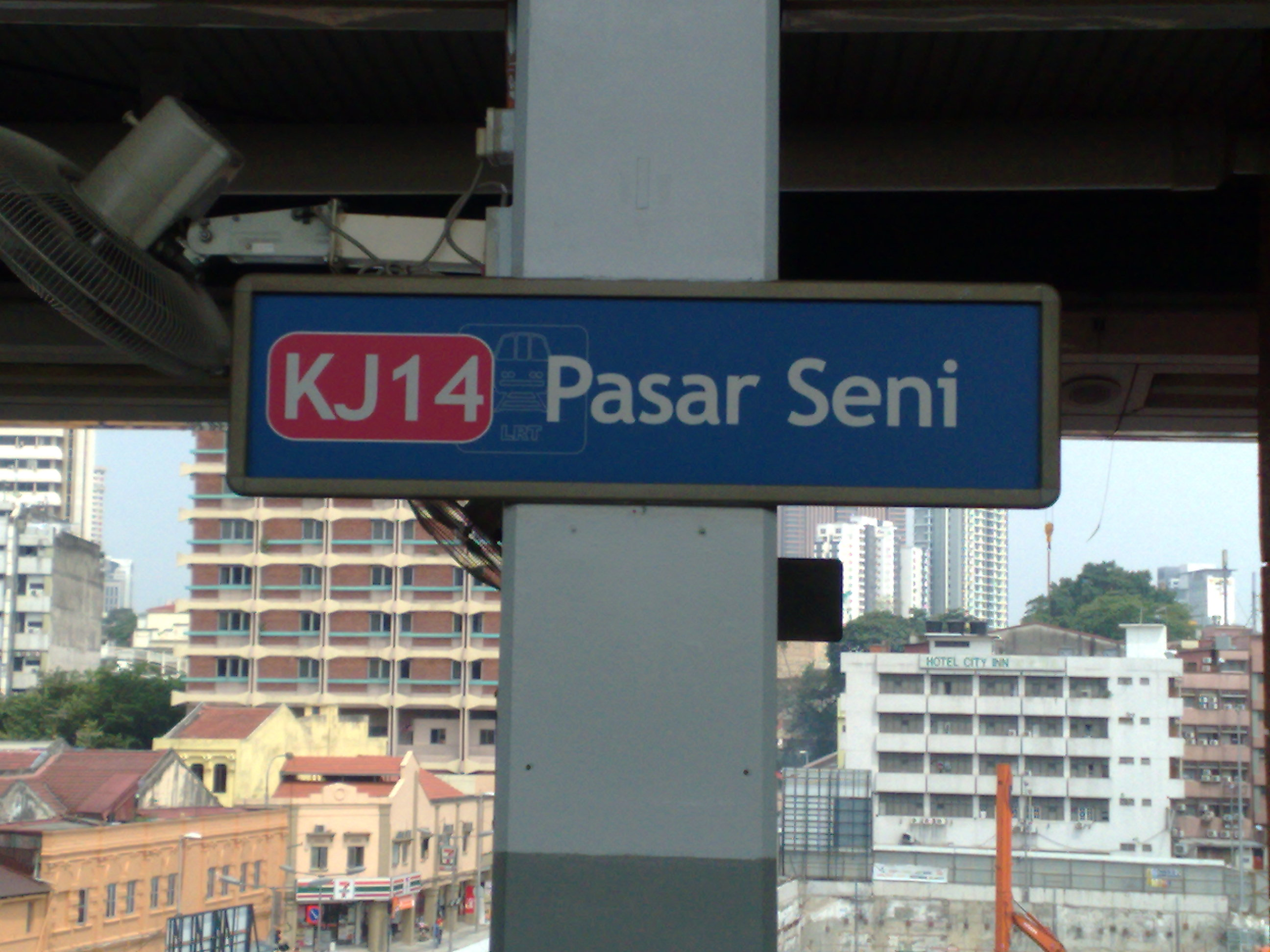
中央艺术坊站牌

本站共有两楼，分别是车站大厅层和站台层，站台采岛式站台设计。
车站入口位于大厅层，可通过手扶梯、楼梯和电梯从敦陈祯禄路和苏丹莫哈末路进入。车站大厅也设验票闸门、自动售票机和服务柜台、便利商店和面包店。本楼也可通往临近的 KA02 吉隆坡旧火车站、吉隆坡邮政局和宏图大厦。
中央艺术坊站的地面层为中央艺术坊巴士站，为几个巴士路线的停靠处。本站附近还有快捷通巴士的客户服务办公室，两地之间设有有棚的行人走道连接。

### 捷运站

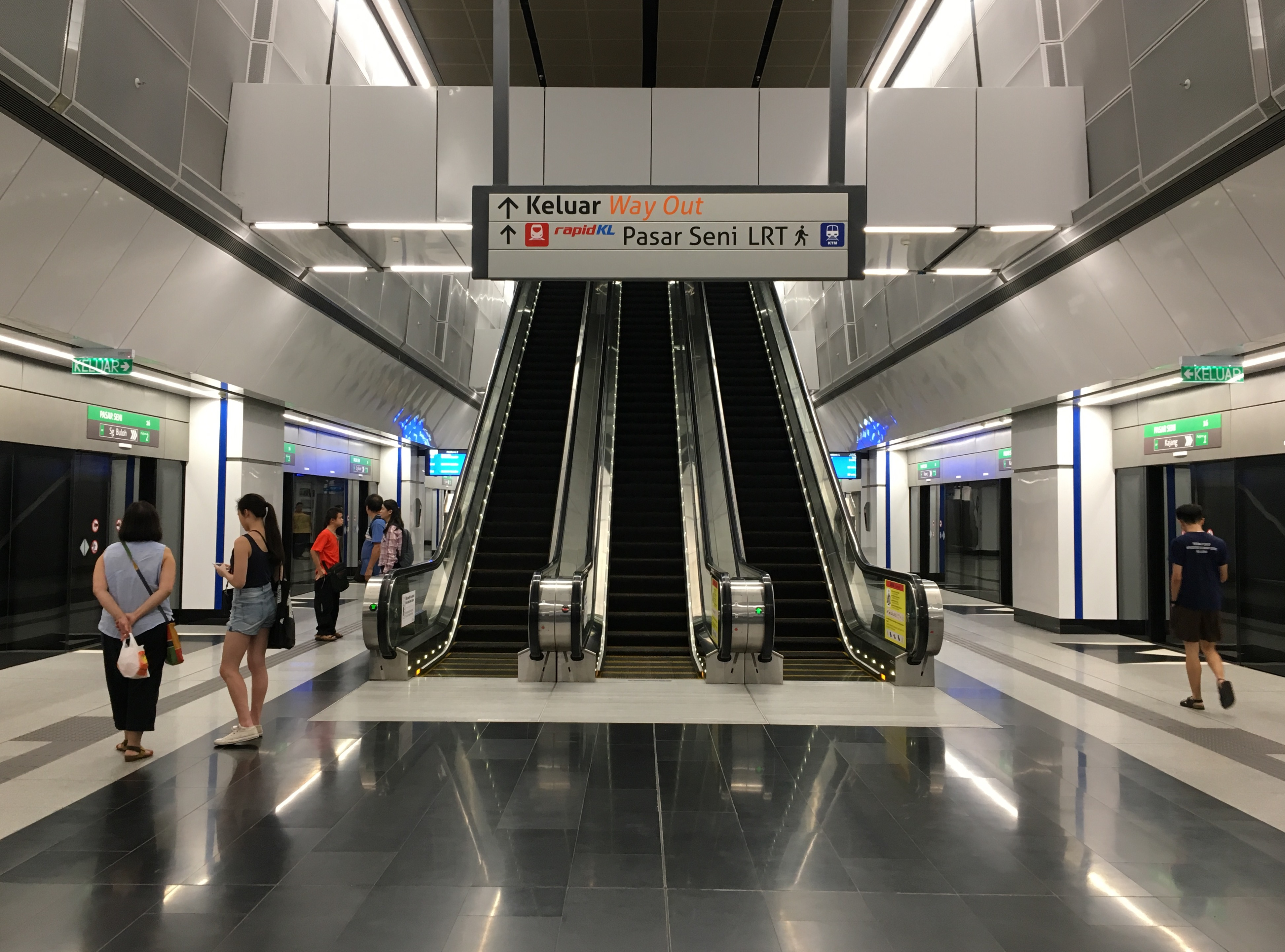
捷运站台层。
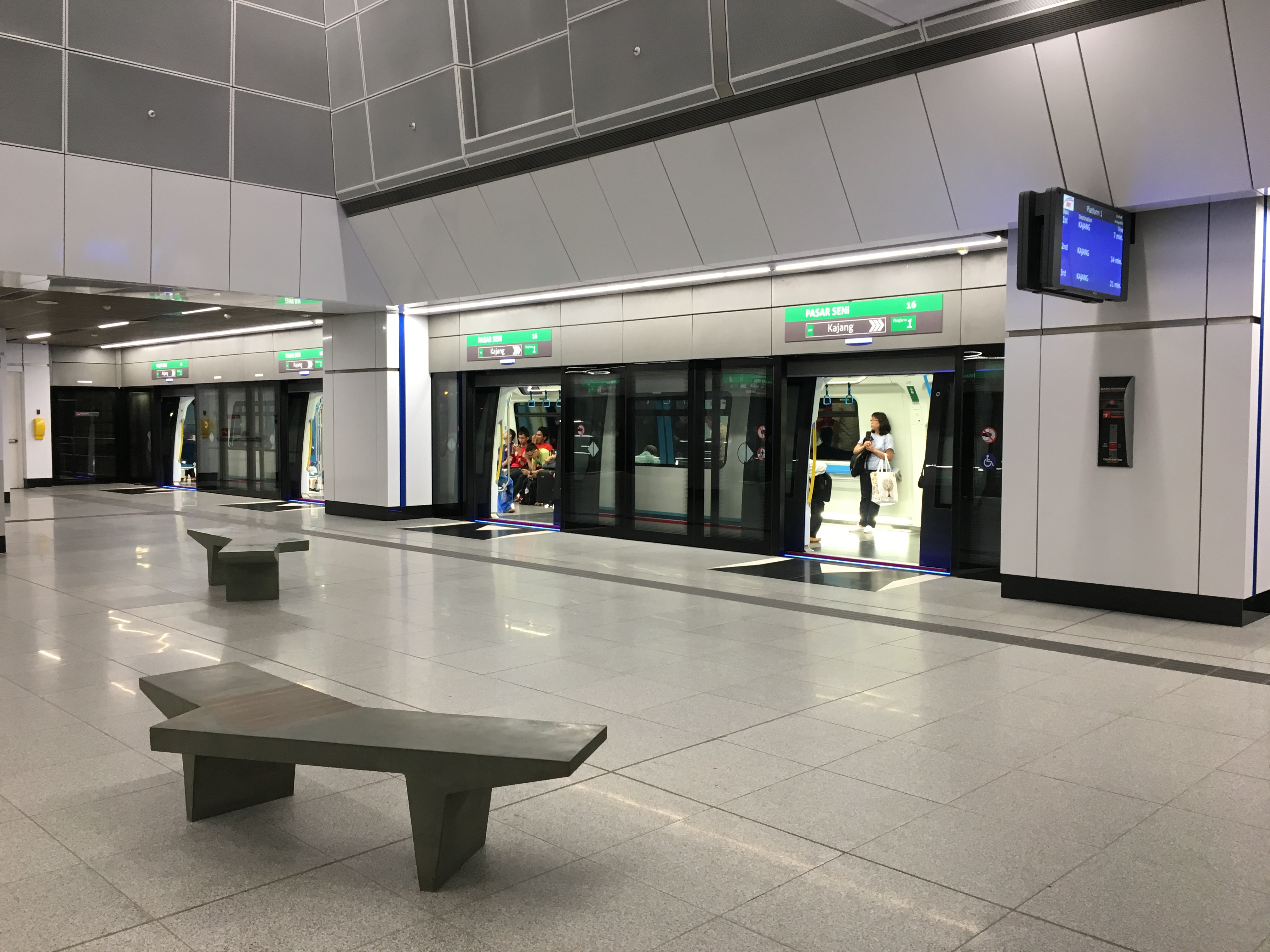
捷运站的特色凳子。该凳子是由一名名为Chan Lee Kang的大学生设计。
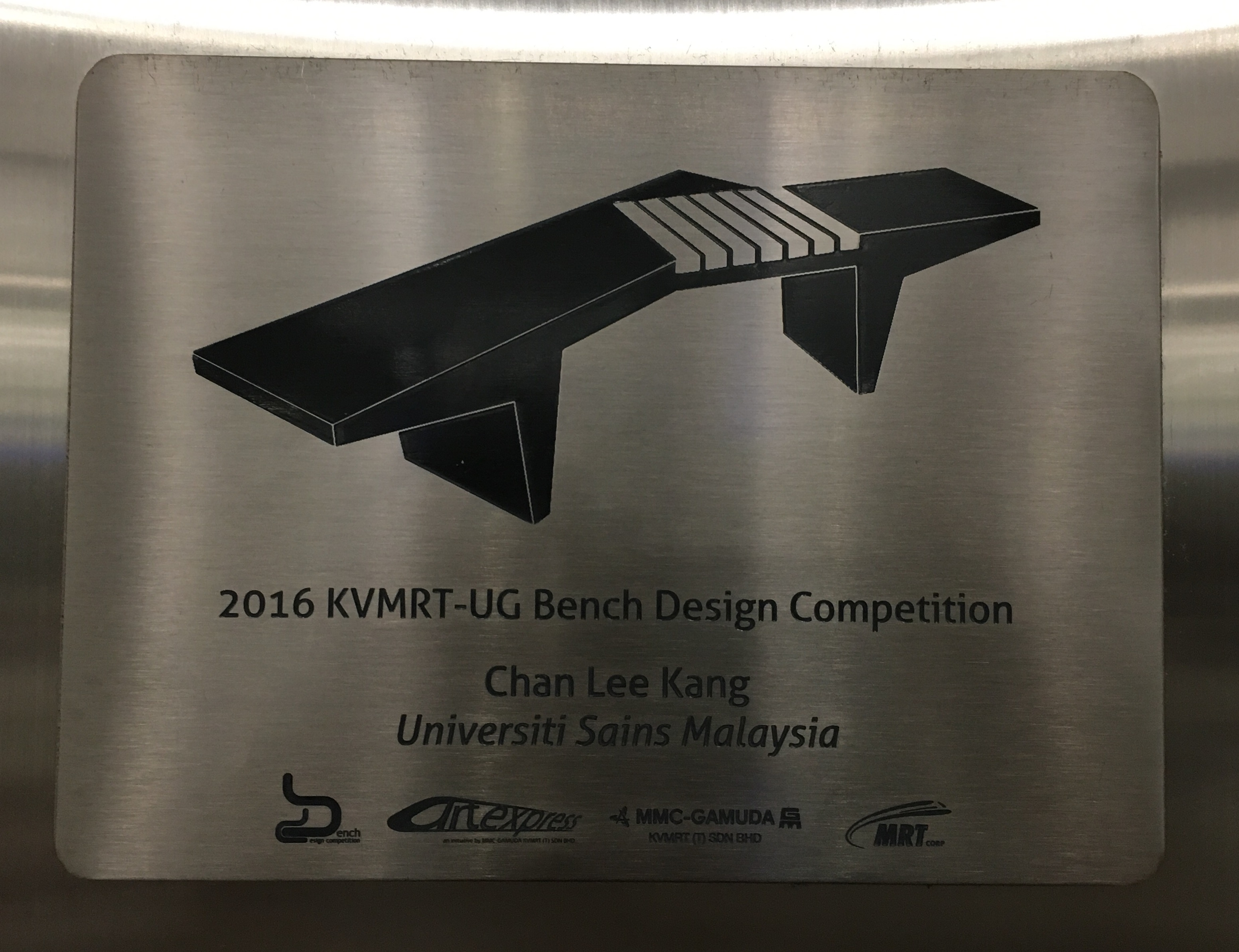
凳子设计比赛的牌匾。
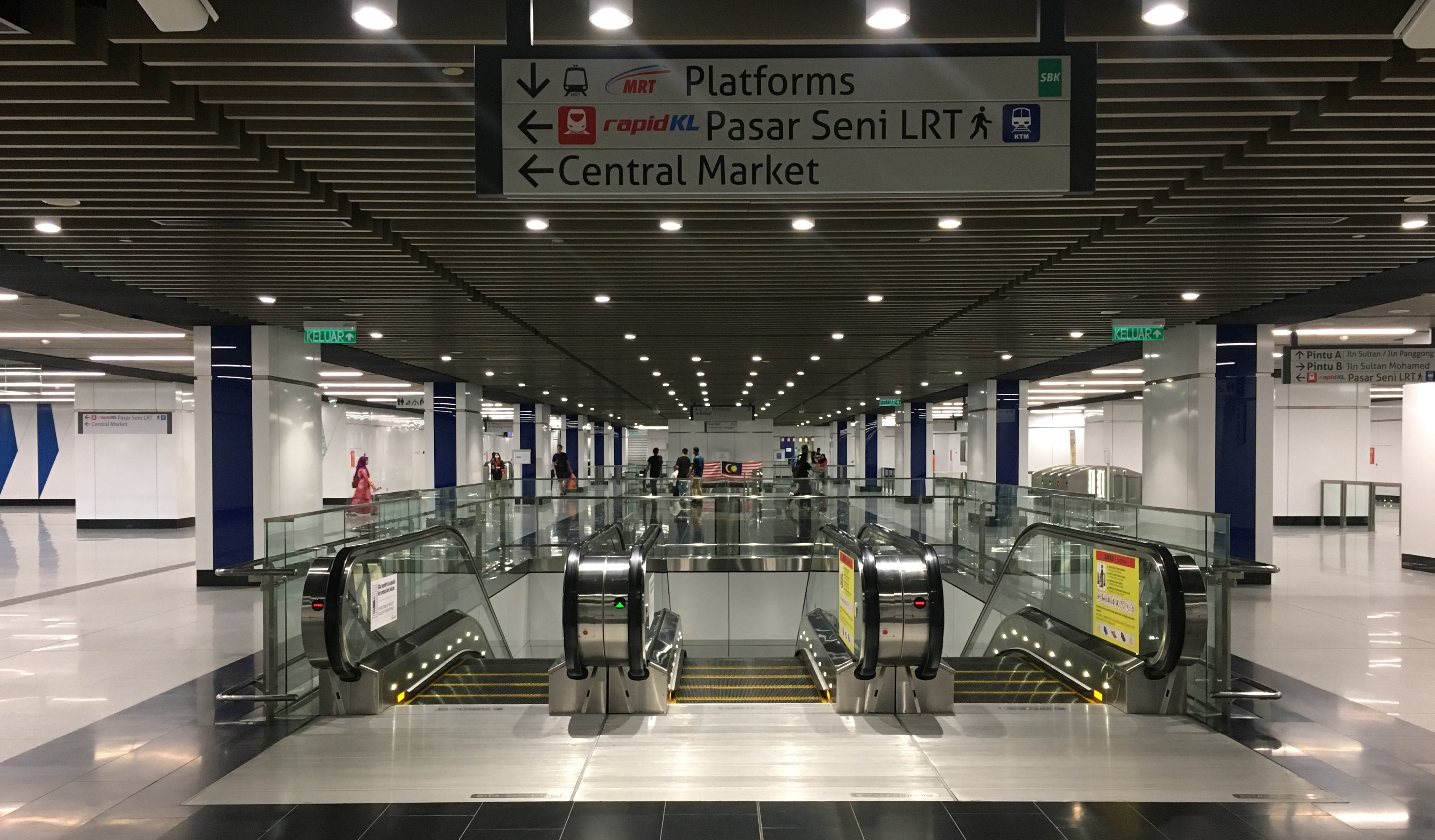
车站大厅。
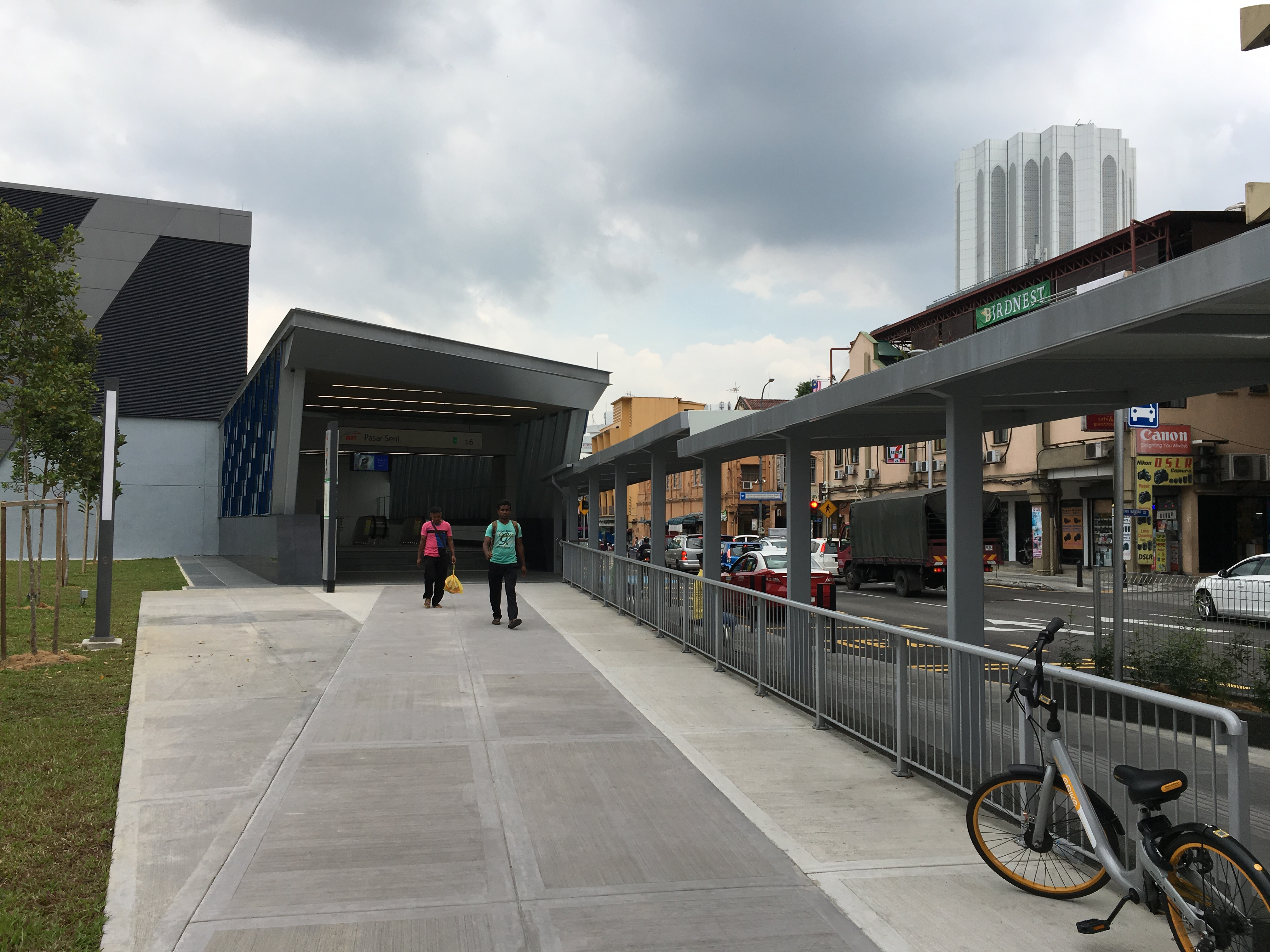
苏丹路的入口A。
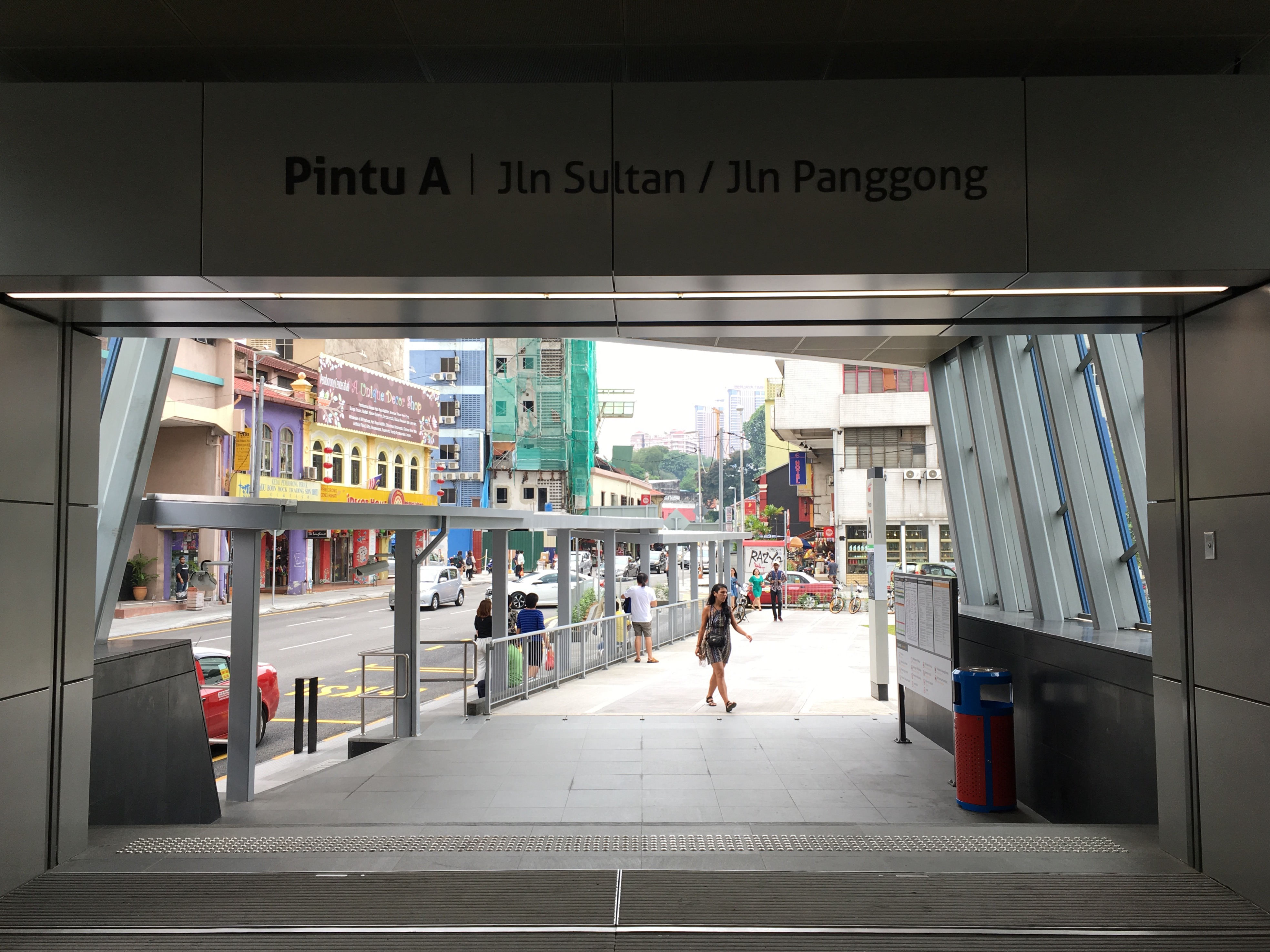
从苏丹路看向入口A
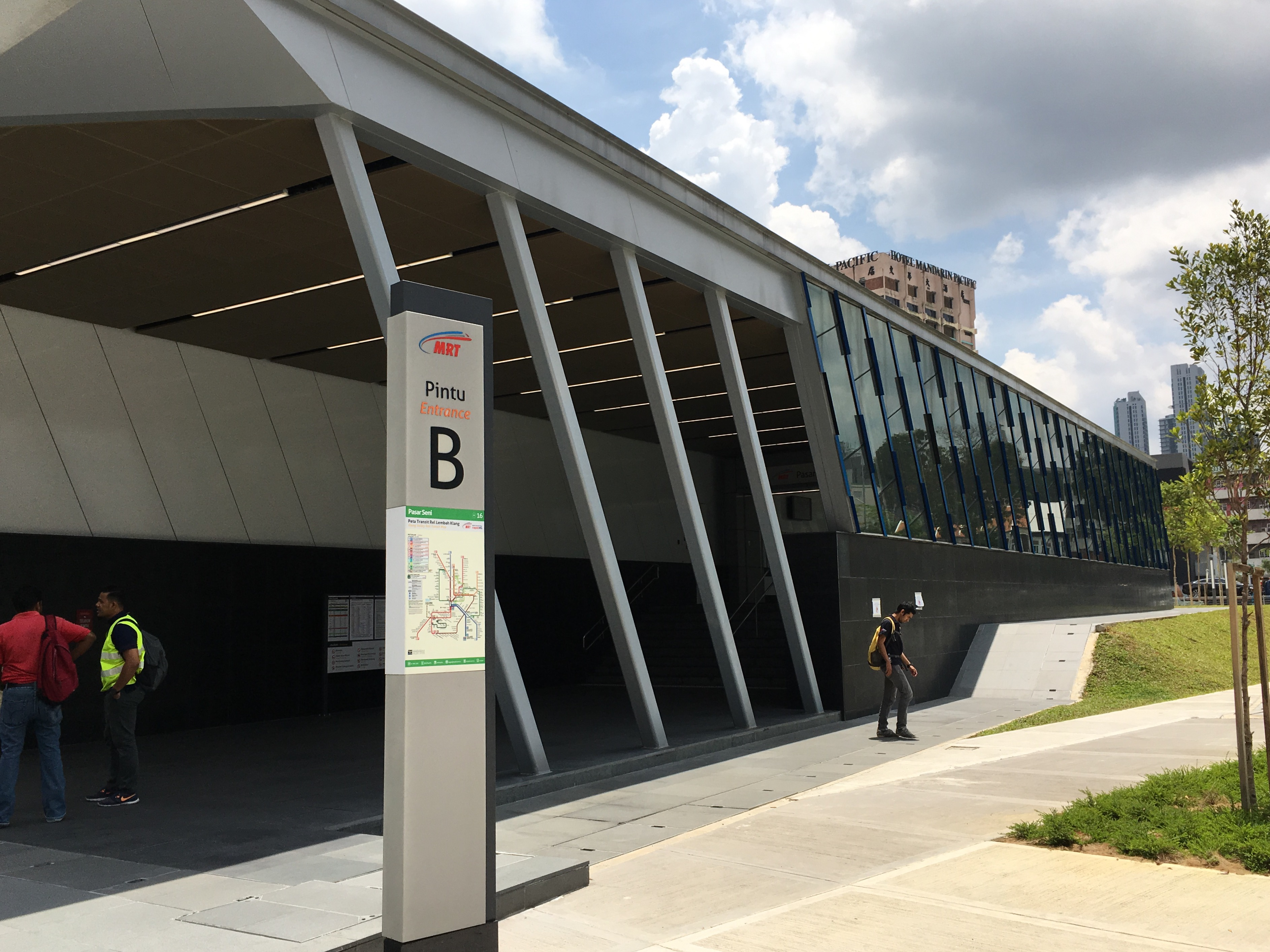
位于苏丹莫哈末路的入口B。
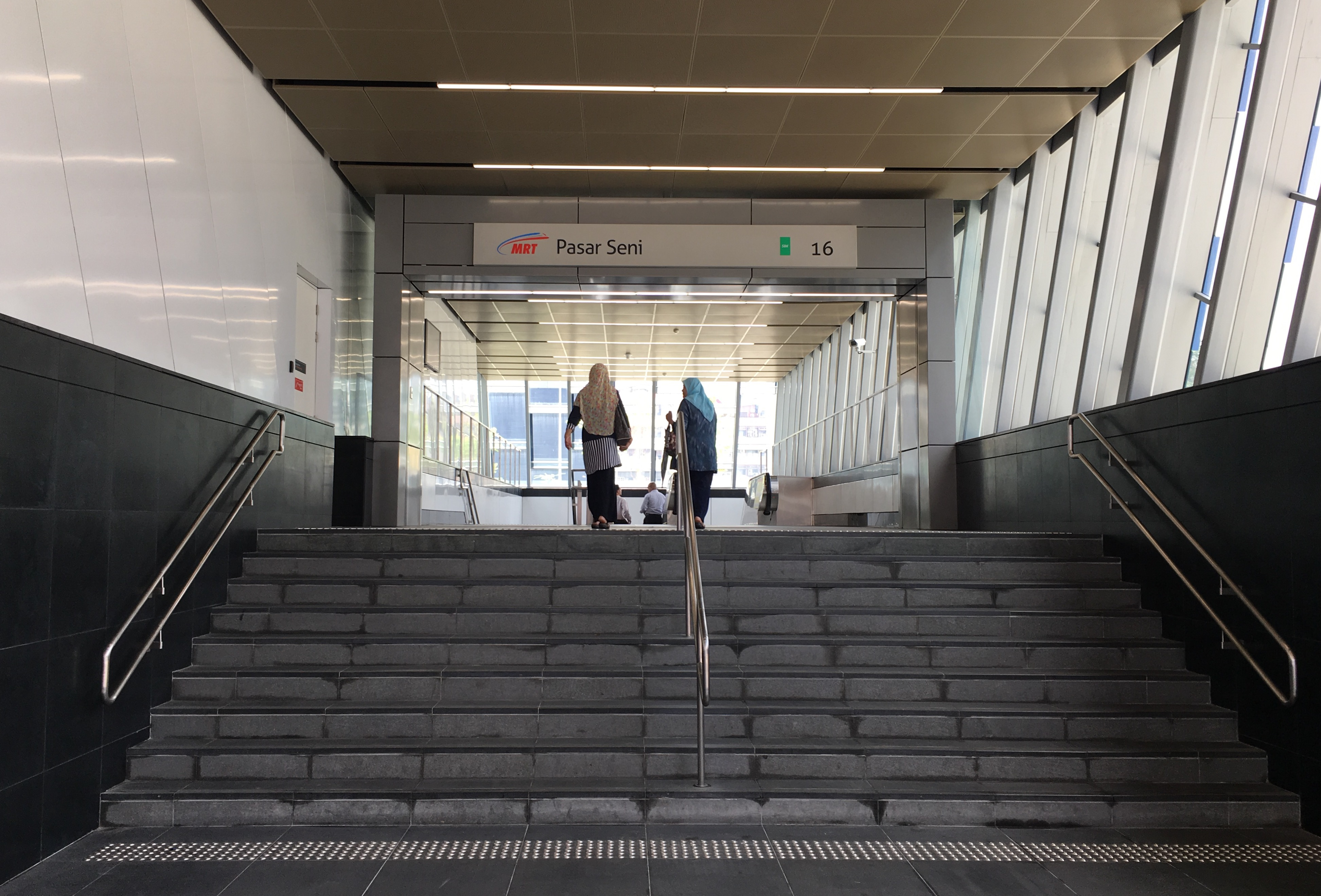
入口B近景。
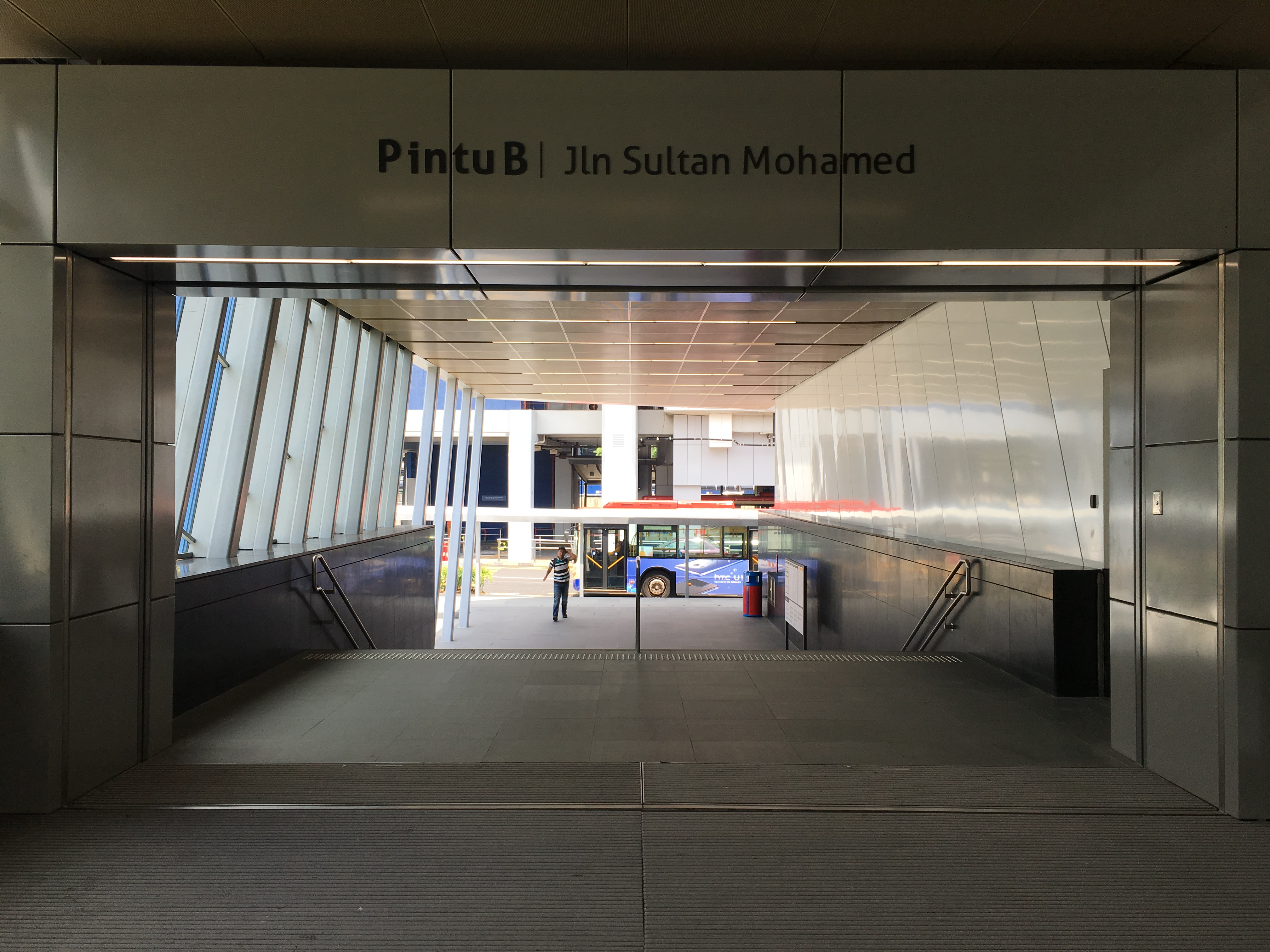
入口B前。
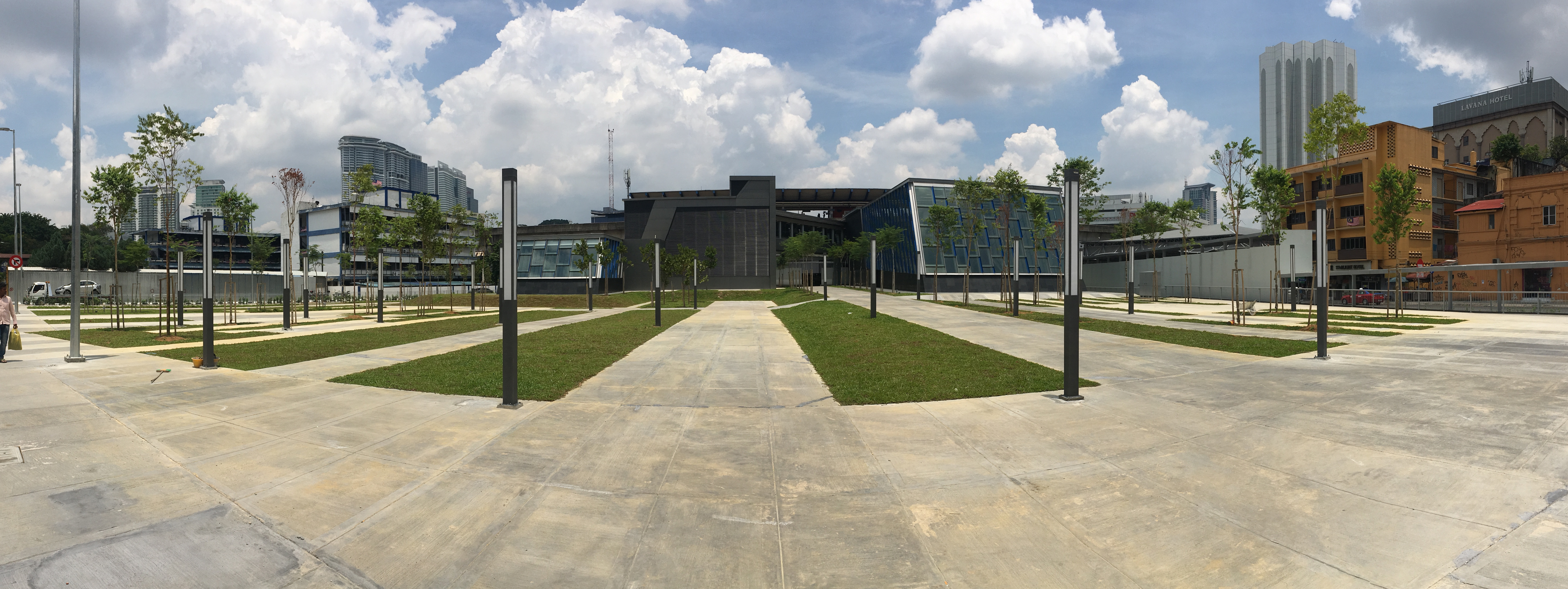
捷运站地面处。

本站為地下車站，而捷运站的主題风格為「交流」（Confluence），强调传统与艺术的相互结合，展现其作为艺术中心促进国家文化遗产方面的作用，而本站附近的占美清真寺是两条河流－巴生河和鹅唛河的交汇处。其外部入口设计灵感概念源自吉隆坡东北部的纯石英岩脉，多面化的石英也象征马来西亚多元种族与文化的社会，在建筑构造上代表构成透明、角度、折叠结构，形成7个地下站的外观设计概念。其色调以 蓝色为主色并与 搭配而成。

### 综合换乘
轻快铁站和捷运站之间有位于苏丹莫哈末路上方的行人天桥衔接两处。其中一端为轻快铁的车站大厅，另一端为捷运地下一层车站大厅的付费区通道，之间设有手扶梯、楼梯和电梯连接。两站之间的付费区通道被标示为捷运站的入口C，仅允许乘客来往两站，并不能直接出站。
为了配合新开通的捷运车站，验票闸门被移至自动售票机附近，以使两个站台能通过行人天桥进行站内换乘。旧的服务柜台也被新的取代，并同时服务两条线路。

### 楼层分布
| 2层  | 1号站台              | 5 格拉那再也线 往鹅唛（占美清真寺）                                                      |  |  |
|      | 岛式站台，右侧开门   |                                                                                          |  |  |
|      | 2号站台              | 5 格拉那再也线 往布特拉高原（吉隆坡中央）                                                |  |  |
| 1层  | 格拉那再也线车站大厅 | 验票闸门、票务服务、自动售票机、人工服务台、便利商店、付费区通道、往吉隆坡站的行人天桥。 |  |  |
|      | 付费区通道           |                                                                                          |  |  |
| 地面 |                      | 出入口、巴士总站、计程车总站、便利商店、特许卡申请柜台                                   |  |  |
| B2层 | 加影线车站大厅       | 验票闸门、票务服务、自动售票机、人工服务台                                               |  |  |
| B4层 | 1号站台              | 9 加影线 往加影（默迪卡）                                                                |  |  |
|      | 岛式站台，右侧开门   |                                                                                          |  |  |
|      | 2号站台              | 9 加影线 往桂莎白沙罗（国家博物馆）                                                      |  |  |

### 出入口
中央艺术坊站共設有4座出入口。A口位于车站东侧和苏丹街旁，设有楼梯和无障碍电梯及接驳巴士站。B口位于车站南侧和苏丹莫哈末路旁，设有私家车、出租车及接驳巴士停靠处。C口则为轻快铁和捷运站厅的付费区连接通道，不通往外部。D和E口则通往敦陈祯禄路和吉隆坡站（通过行人天桥）。另外车站的A和B口也设有手绘壁画，其中A口为一幅黑白色的吉隆坡地標茨厂街景象，富含中华特色的手绘壁画；B口的板墻上则为一幅概括吉隆坡历史中心各地標建筑物的壁画。
| 9 加影线车站       |                |                                                                                                  |      |
|                    |                |                                                                                                  |      |
| 编号               | 指示           | 设施 建议前往的目的地                                                                            | 图片 |
| A                  | 苏丹街 戏院街  | 出租车停靠处、私家车停靠处 茨厂街、苏丹街、敦李孝式路、鬼仔巷                                    |      |
| B                  | 苏丹莫哈末路 · | 巴士总站（Hab Pasar Seni） 敦李孝式路交警总部                                                    |      |
| C                  | 连接通道       | 轻快铁 捷运                                                                                      |      |
| 5 格拉那再也线车站 |                |                                                                                                  |      |
|                    |                |                                                                                                  |      |
| 编号               | 指示           | 设施 建议前往的目的地                                                                            | 图片 |
| D                  | 敦陈祯禄路 ·   | 巴士总站（Hab Pasar Seni） 中央艺术坊、汉卡斯都里走廊、美丹巴刹 通过人行天桥前往邮政局、宏图大厦 |      |
| E                  | 连接通道       | 轻快铁 马来亚铁道（ KA02 吉隆坡站） 国家清真寺、伊斯兰艺术博物馆、吉隆坡飞禽公园                 |      |

## 车站周边
- 中央艺术坊
- 宏图大厦（Dayabumi Complex）
- 南益大厦（Lee Rubber Building）
- 茨厂街
- 维多利亚学院第一代建筑（1894至1929）[13][14]
- 关帝庙[15][16]
- 仙四爷庙，于1864年由叶亚来建造，吉隆坡最早的道教寺庙。[17]

## 图片集

### 一般

全景视图，左边是轻快铁站，中间是捷运站，右边的道路前往敦李孝式路。
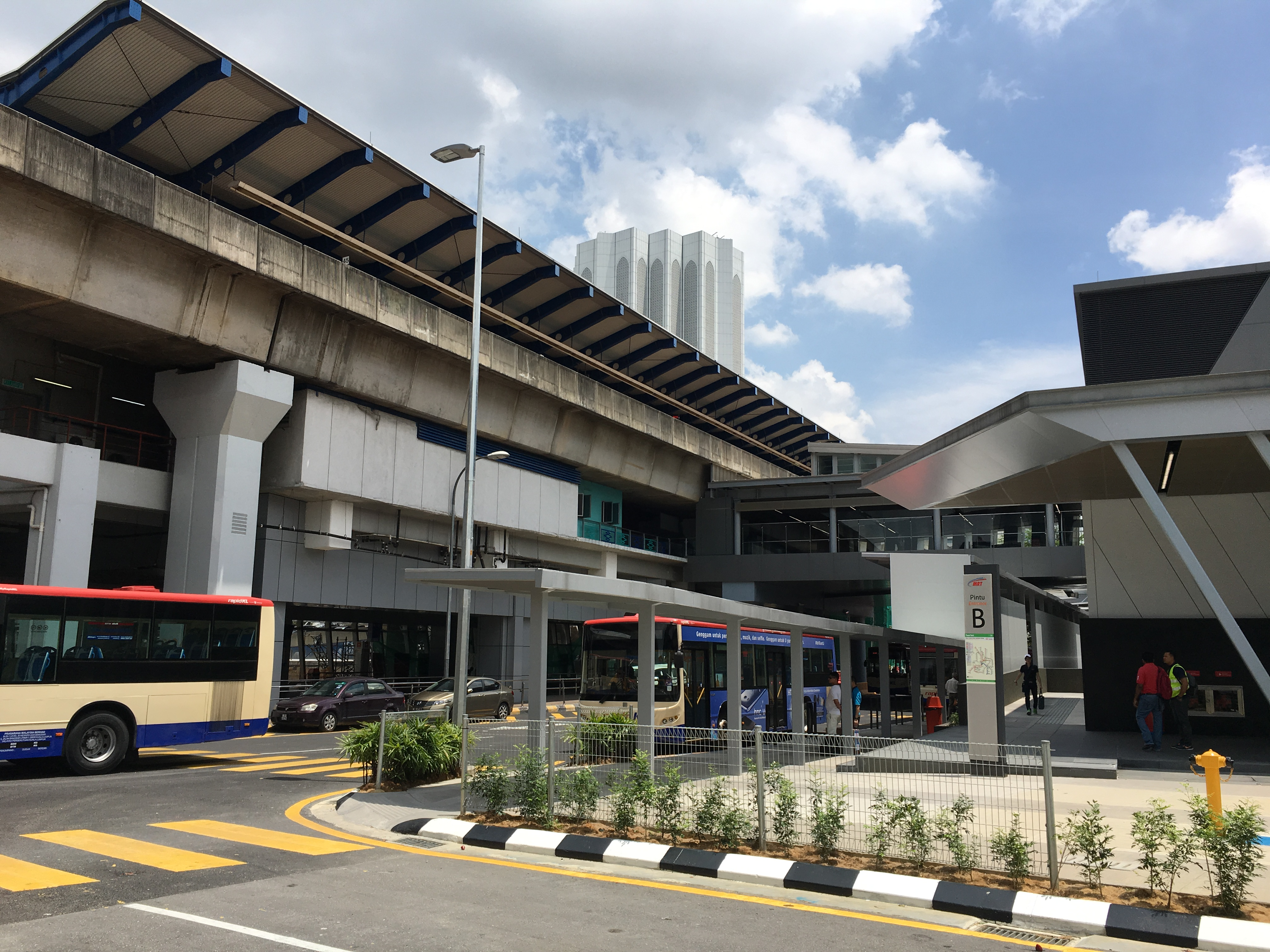
中央艺术坊轻快铁站位于左边，右边为捷运站入口处。
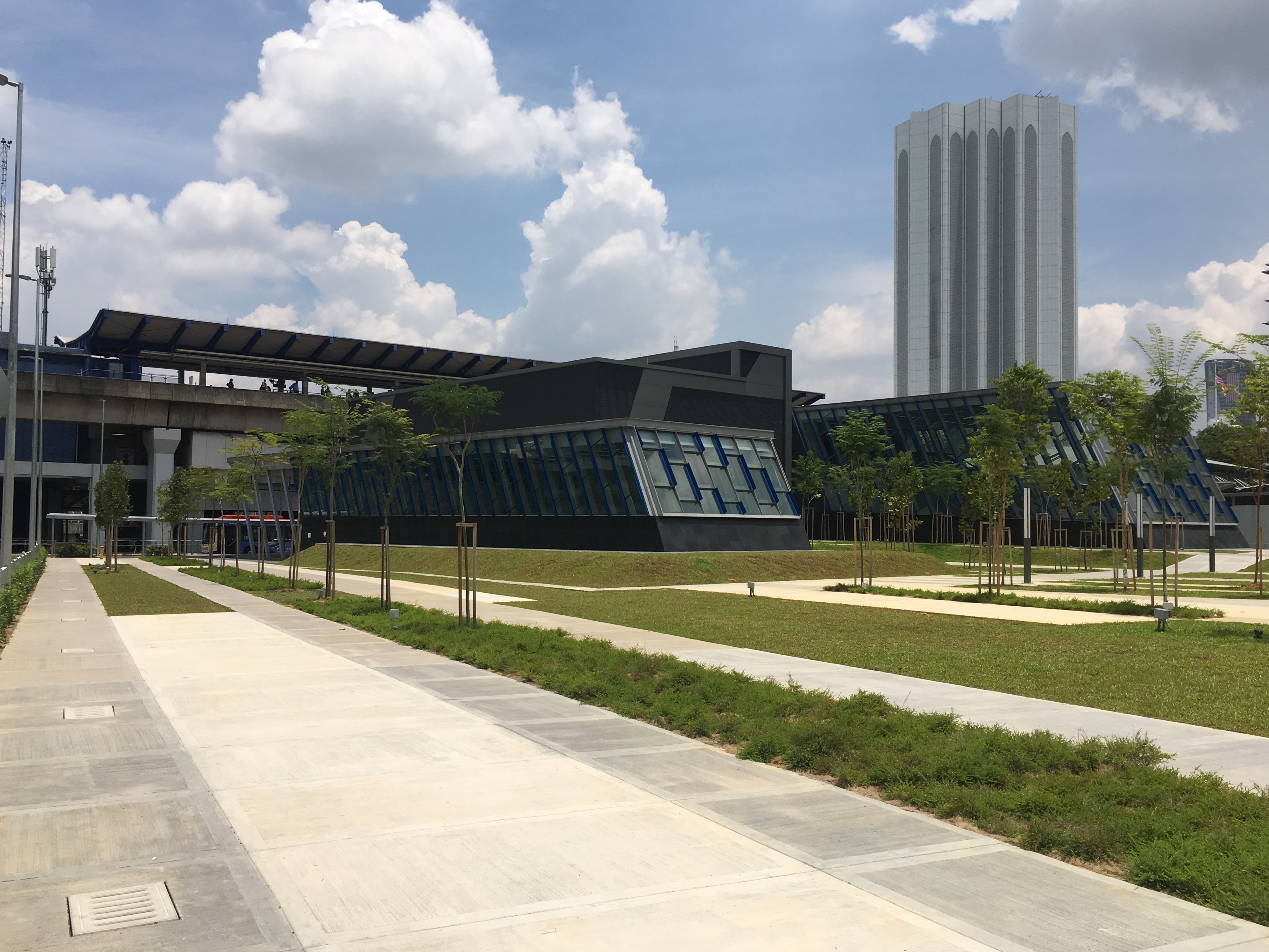
捷运站地面草地。
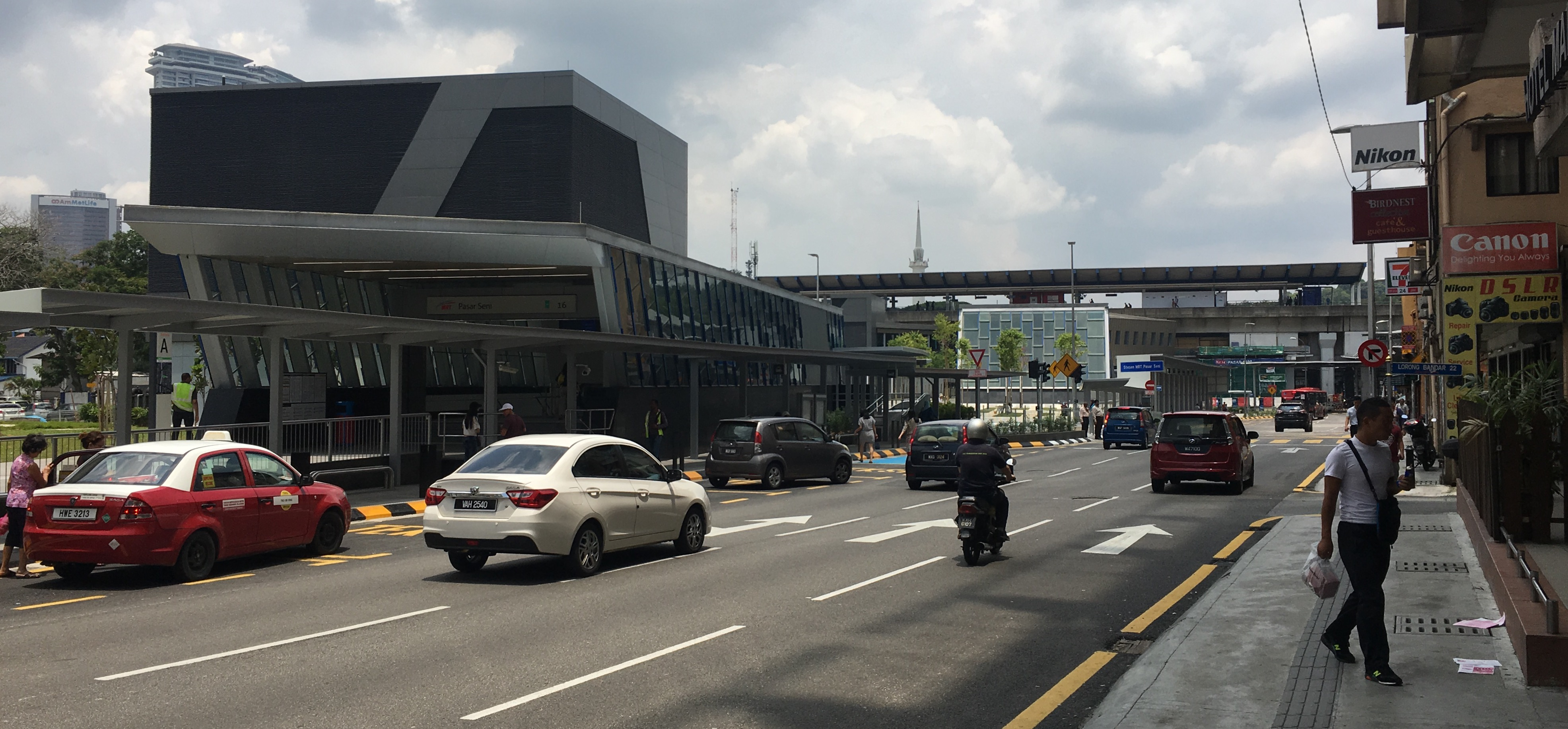
捷运站入口（左）和轻快铁站（后方）和苏丹路。

### 轻快铁站

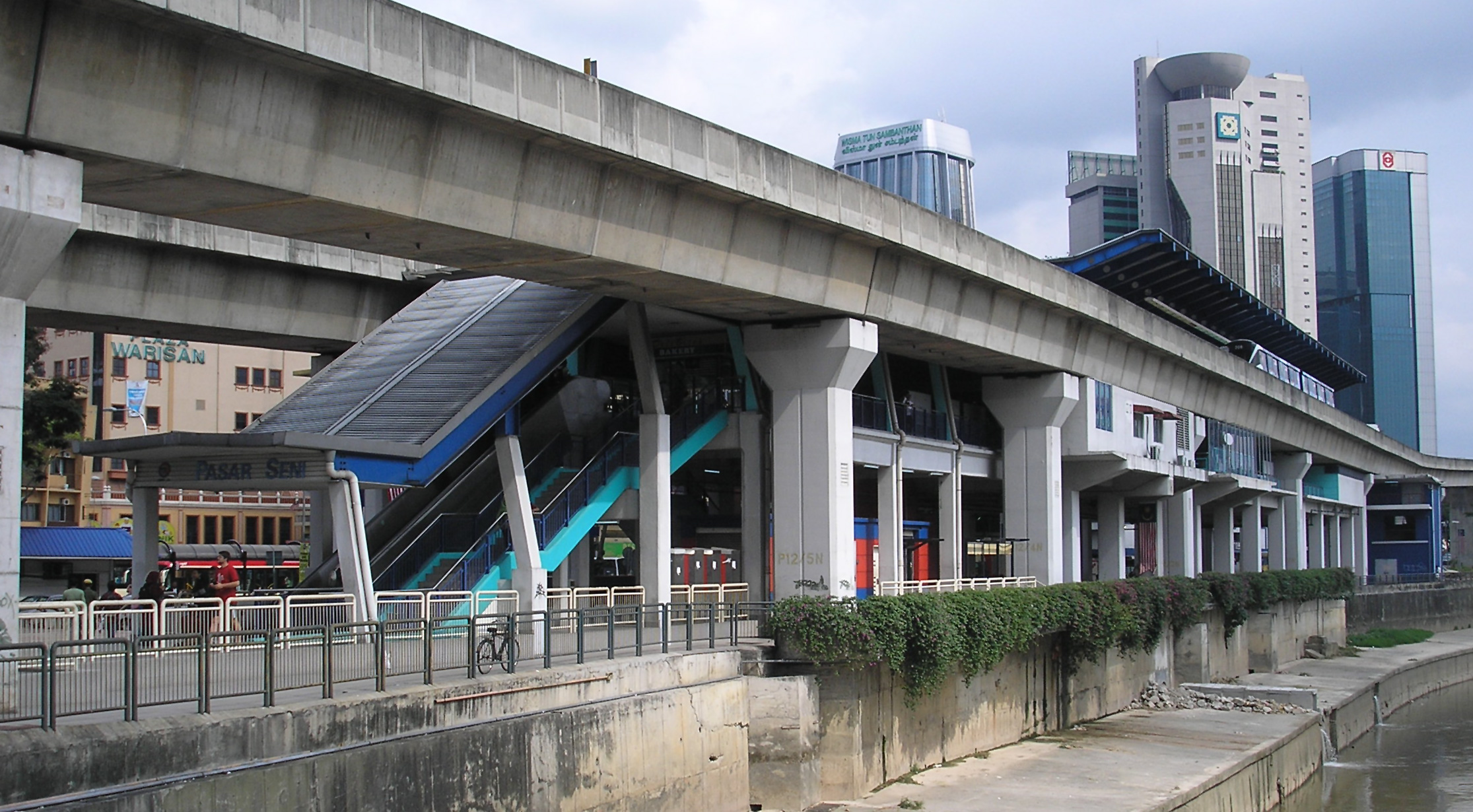
中央艺术坊轻轨站外观。
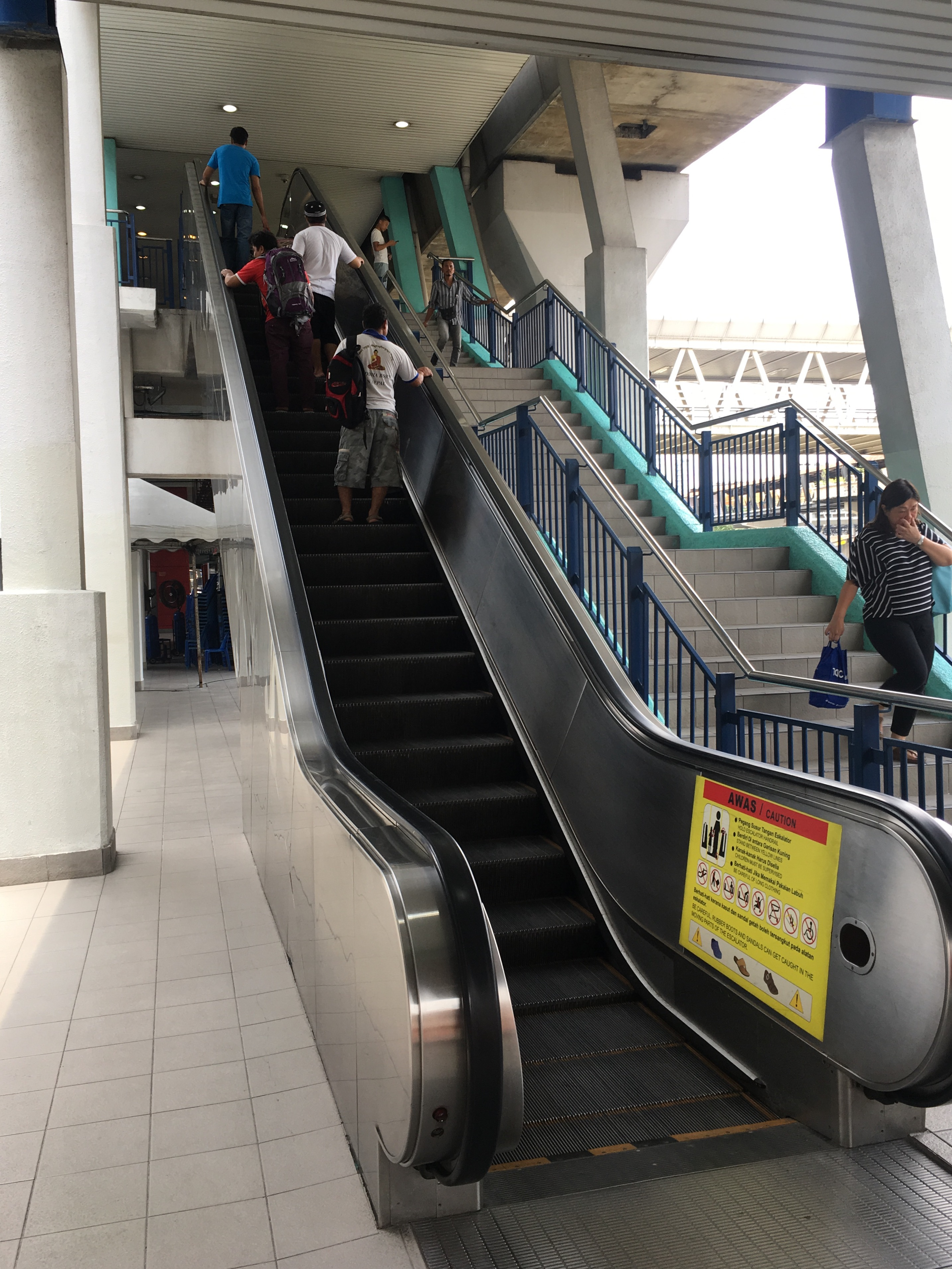
从敦陈祯禄路上升的手扶梯。
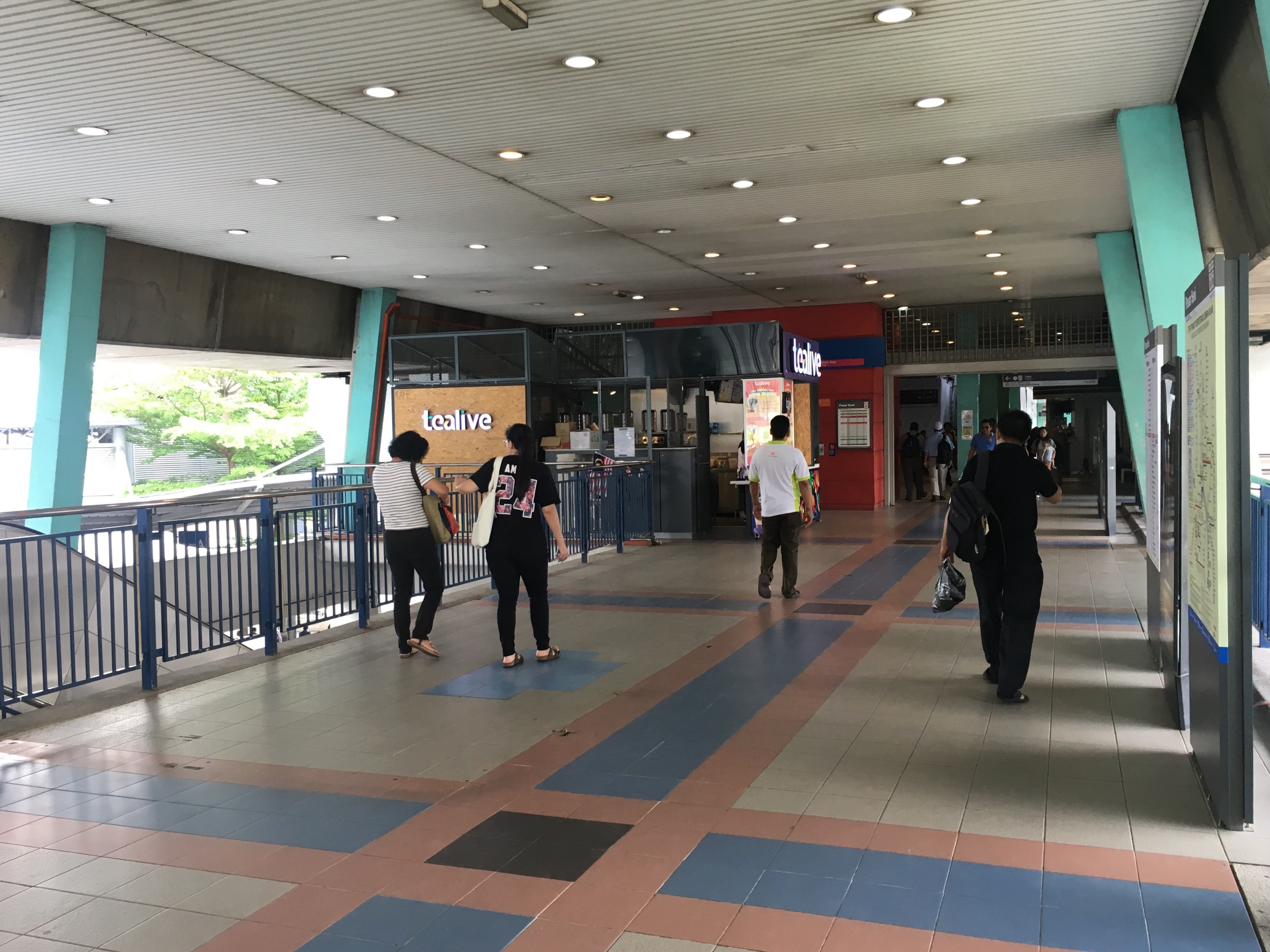
前往车站入口。
车站大厅出口
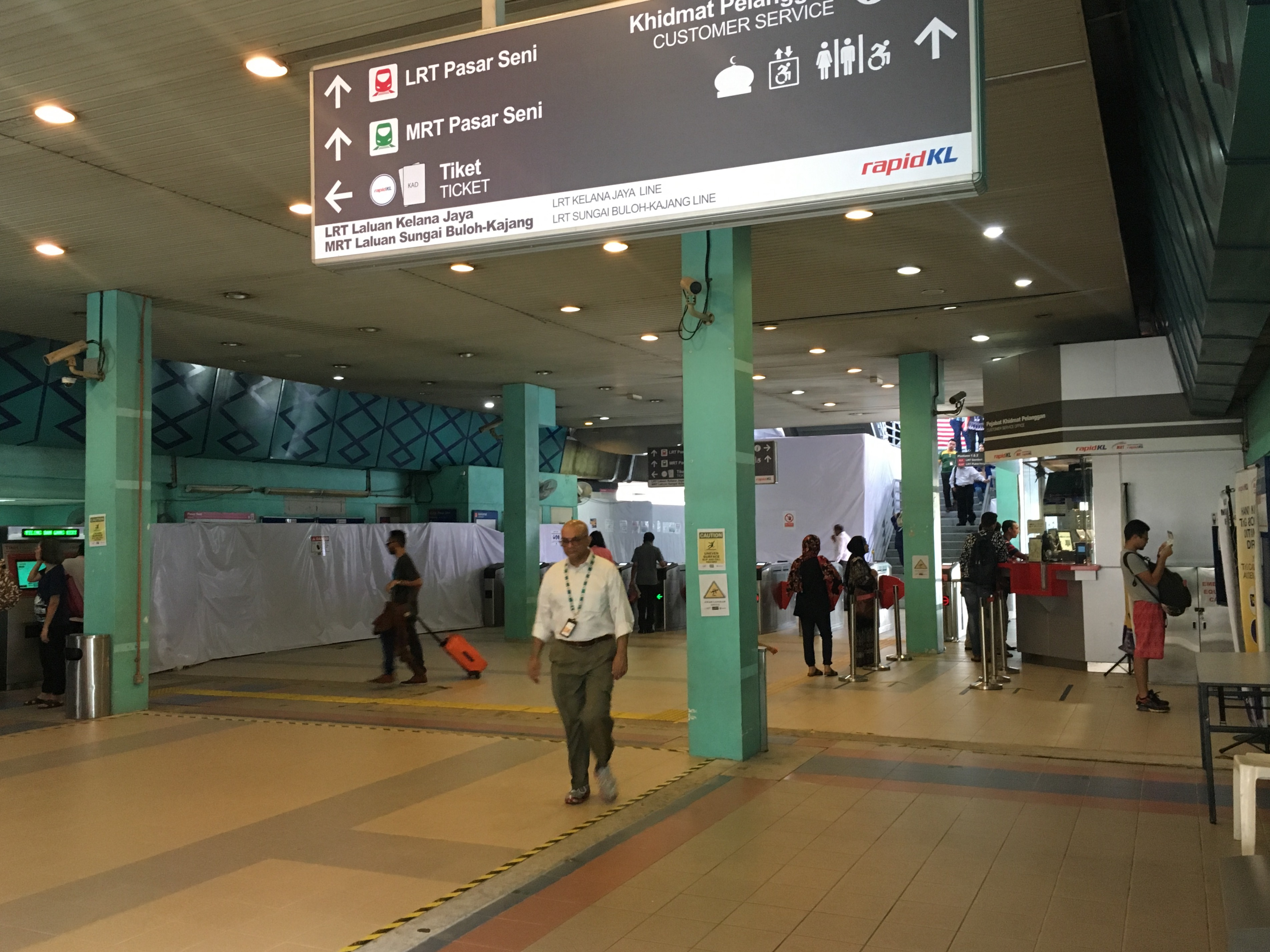
大厅层未付费区通道，即自动售票机所在之处。
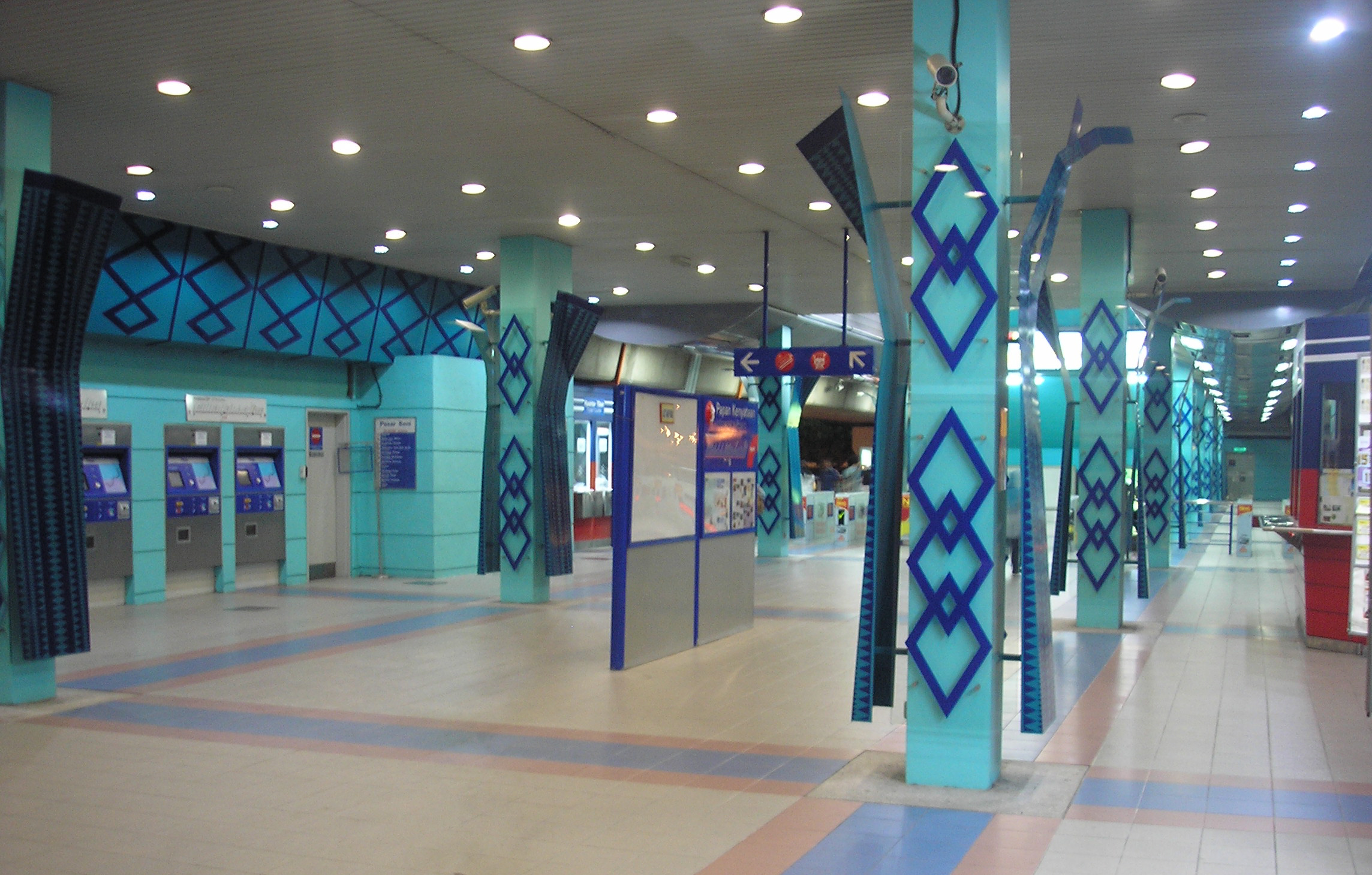
车站大厅设计主色为蓝色，并融入了马来建筑风格以显现出中央艺术坊的气质。
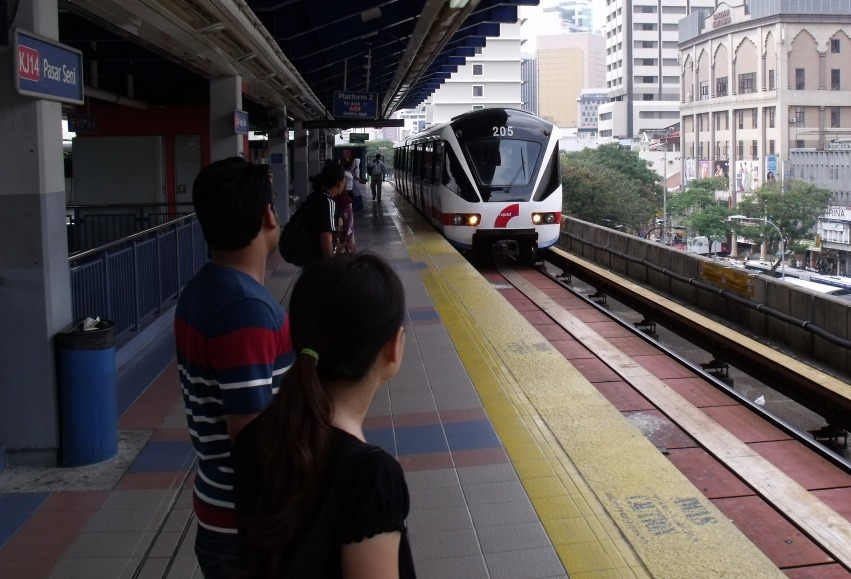
一辆列车抵达站台。

### 捷运站
- 捷运站台层。
- 捷运站的特色凳子。该凳子是由一名名为Chan Lee Kang的大学生设计。[18]
- 凳子设计比赛的牌匾。
- 车站大厅。
- 苏丹路的入口A。
- 从苏丹路看向入口A
- 位于苏丹莫哈末路的入口B。
- 入口B近景。
- 入口B前。
- 捷运站地面处。

### 两站之间的行人天桥

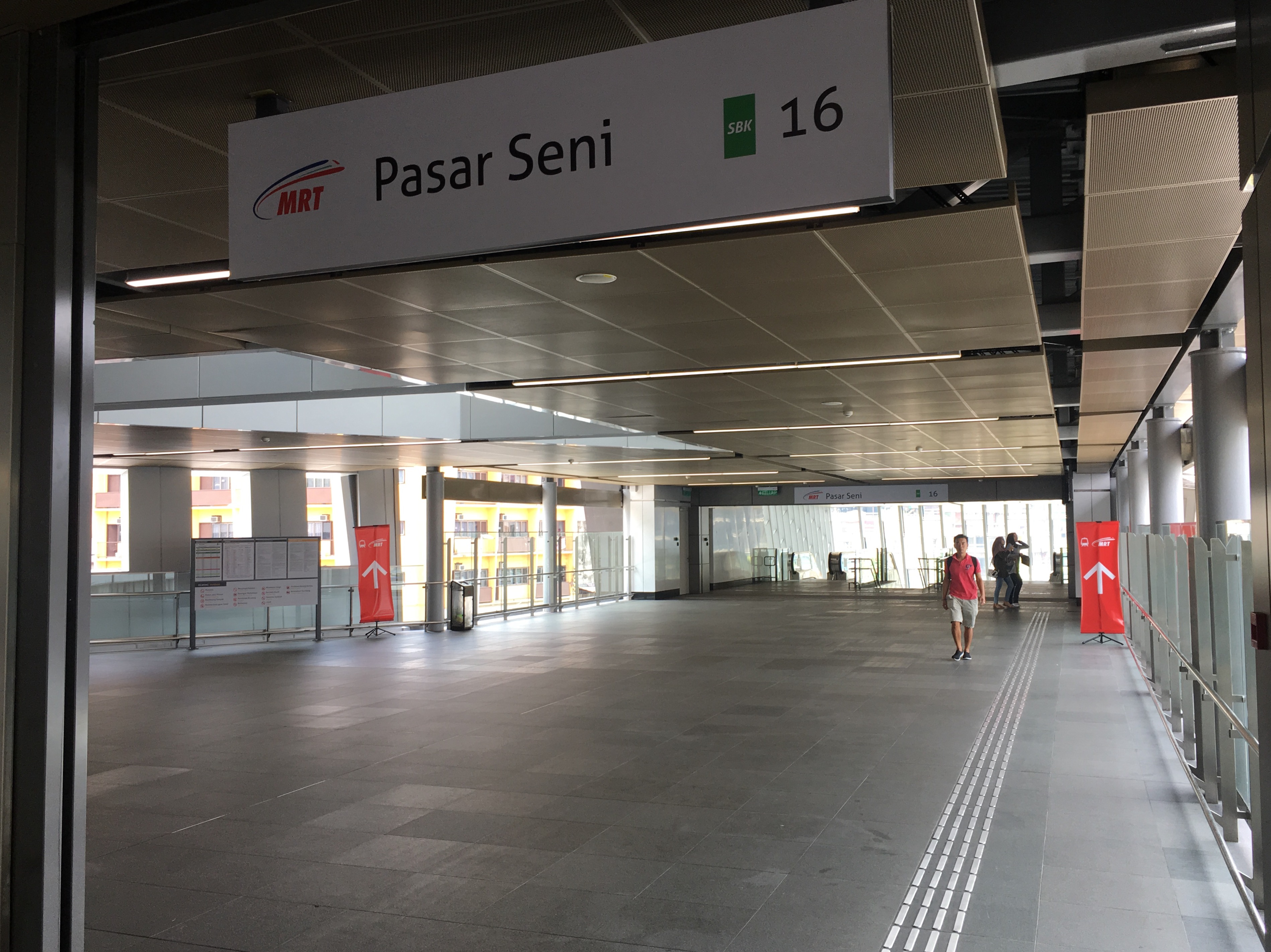
从轻快铁车站大厅看向行人天桥。
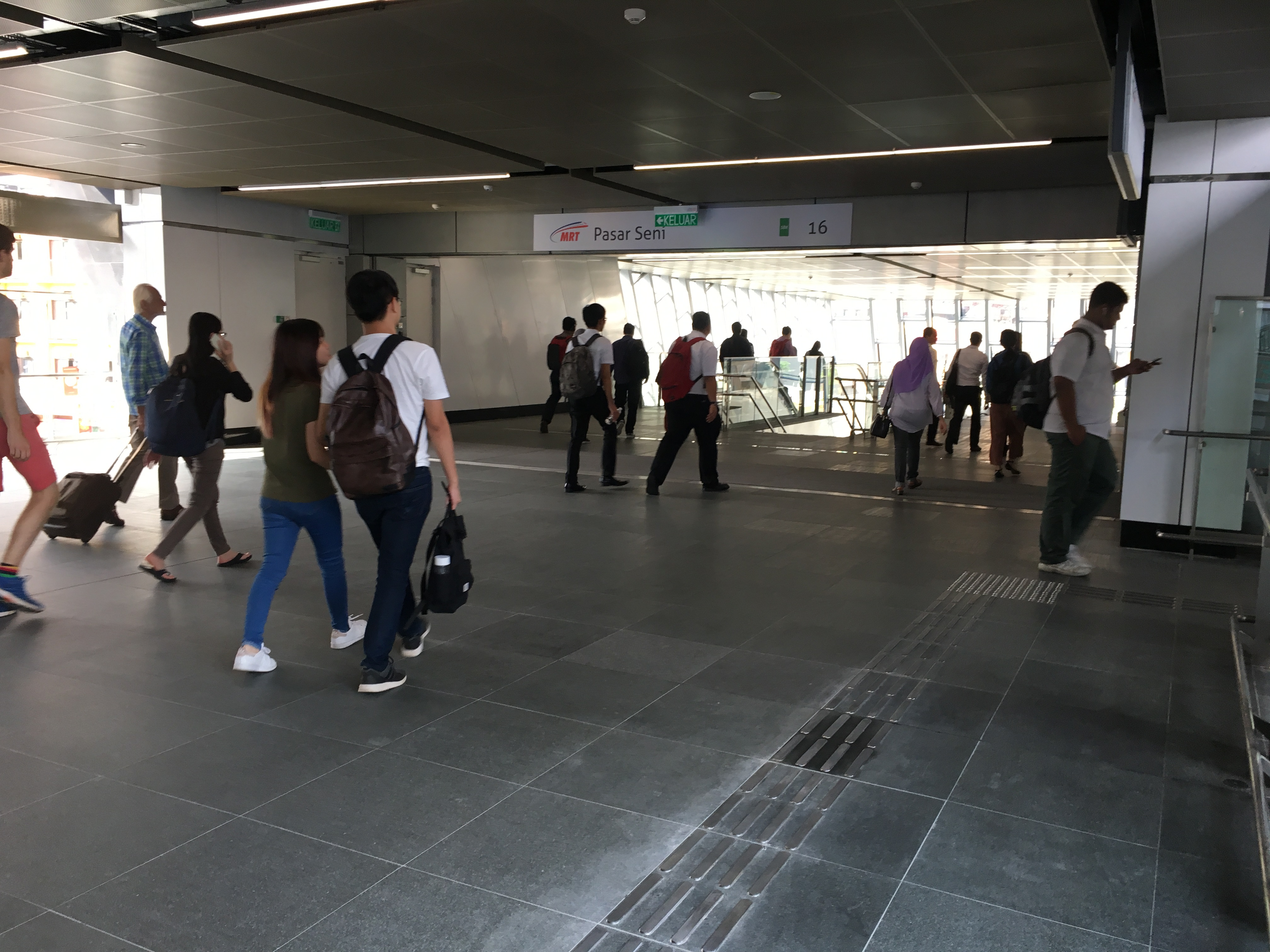
行人天桥一景，往捷运站。
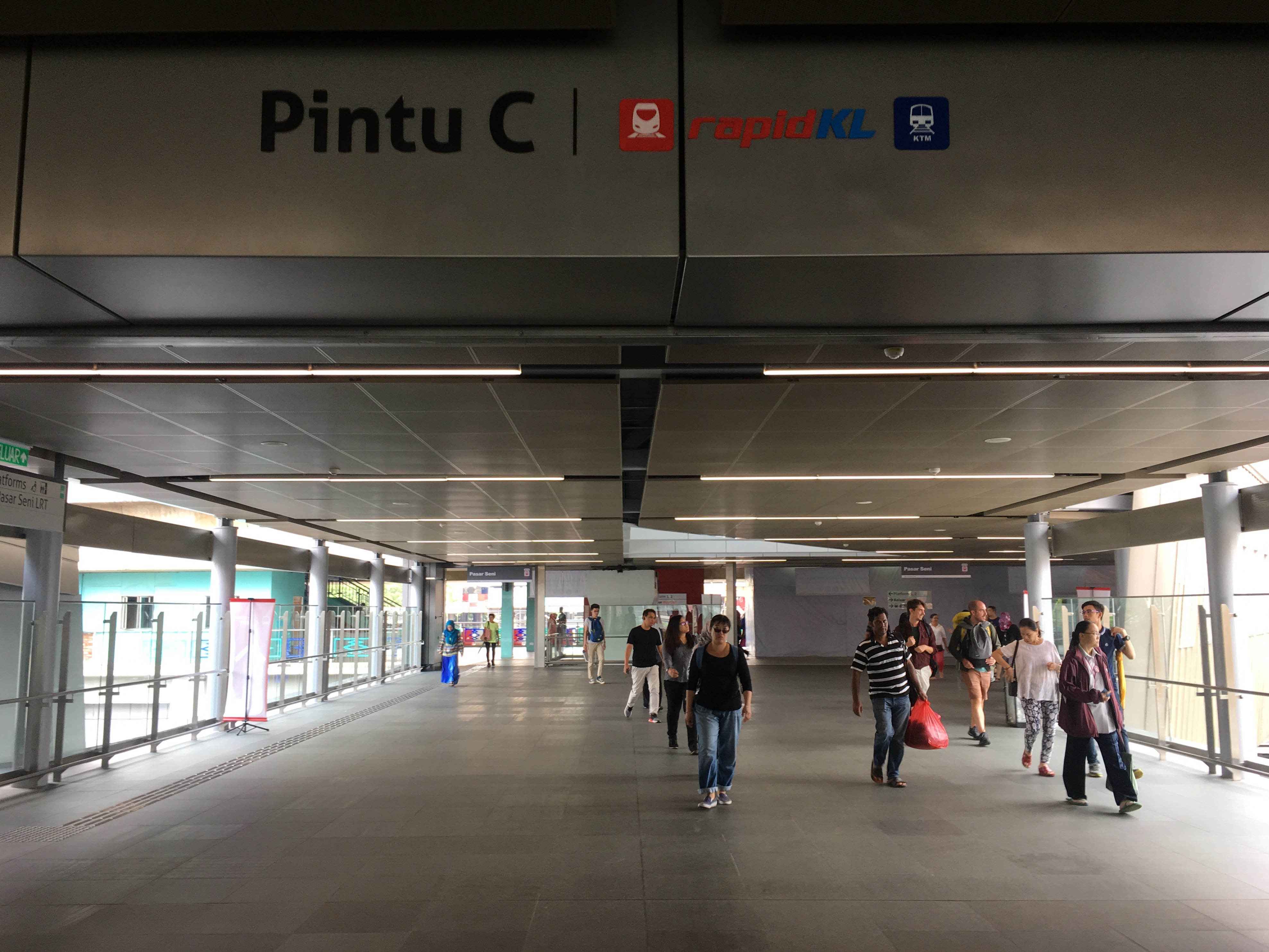
行人天桥往轻快铁站。
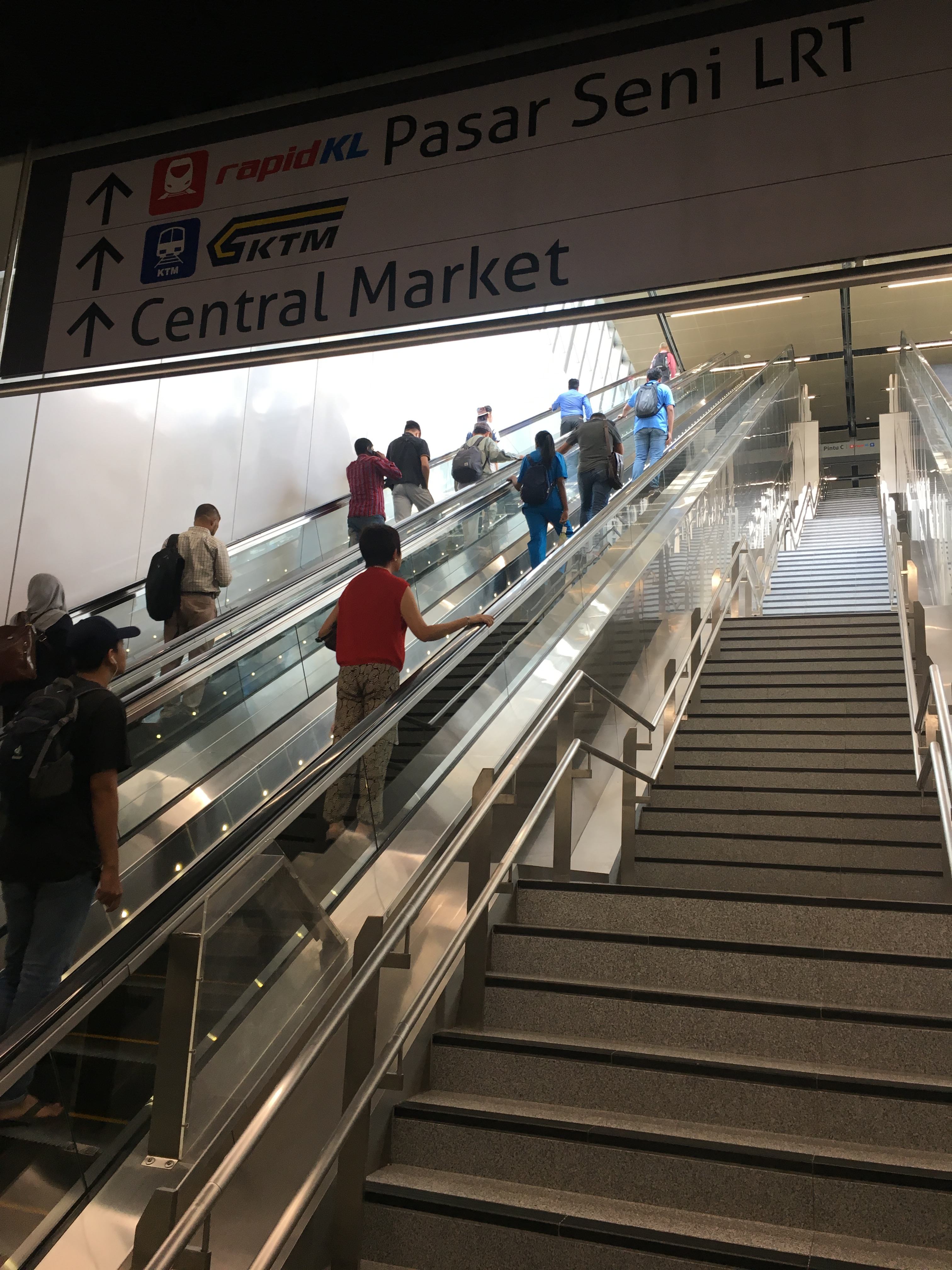
手扶梯连接捷运车站大厅和行人天桥。
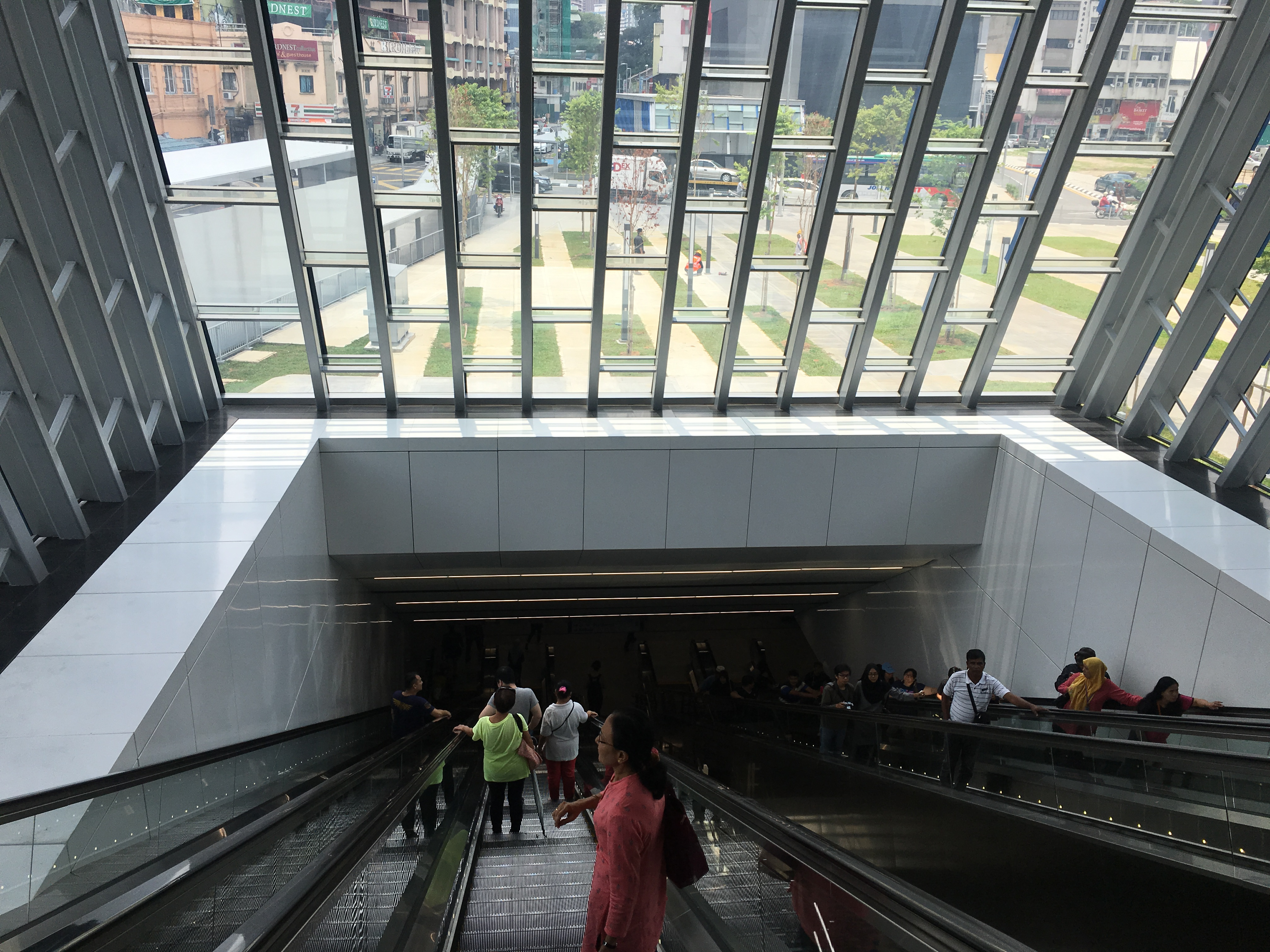
手扶梯从行人天桥入口往捷运车站大厅。
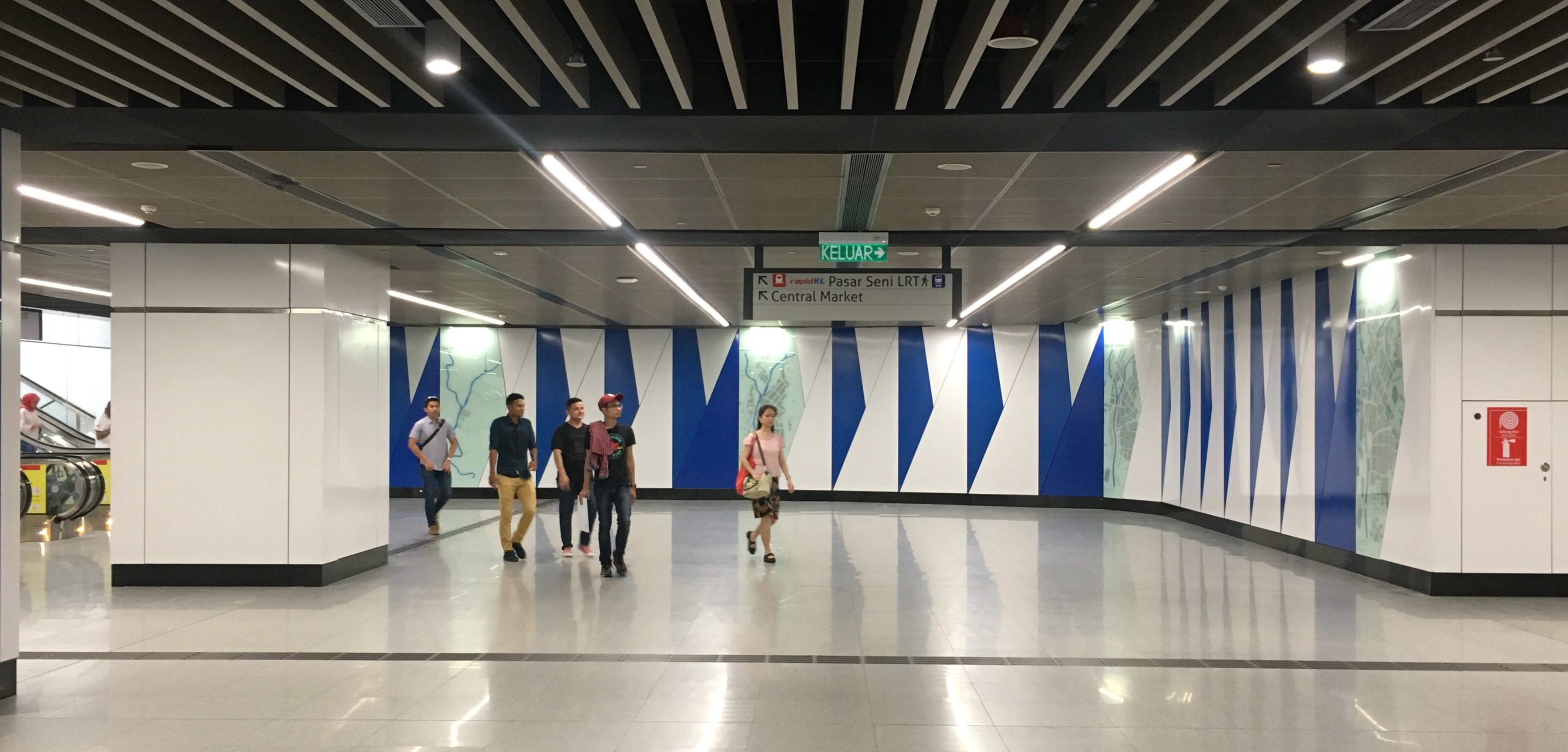
反向。
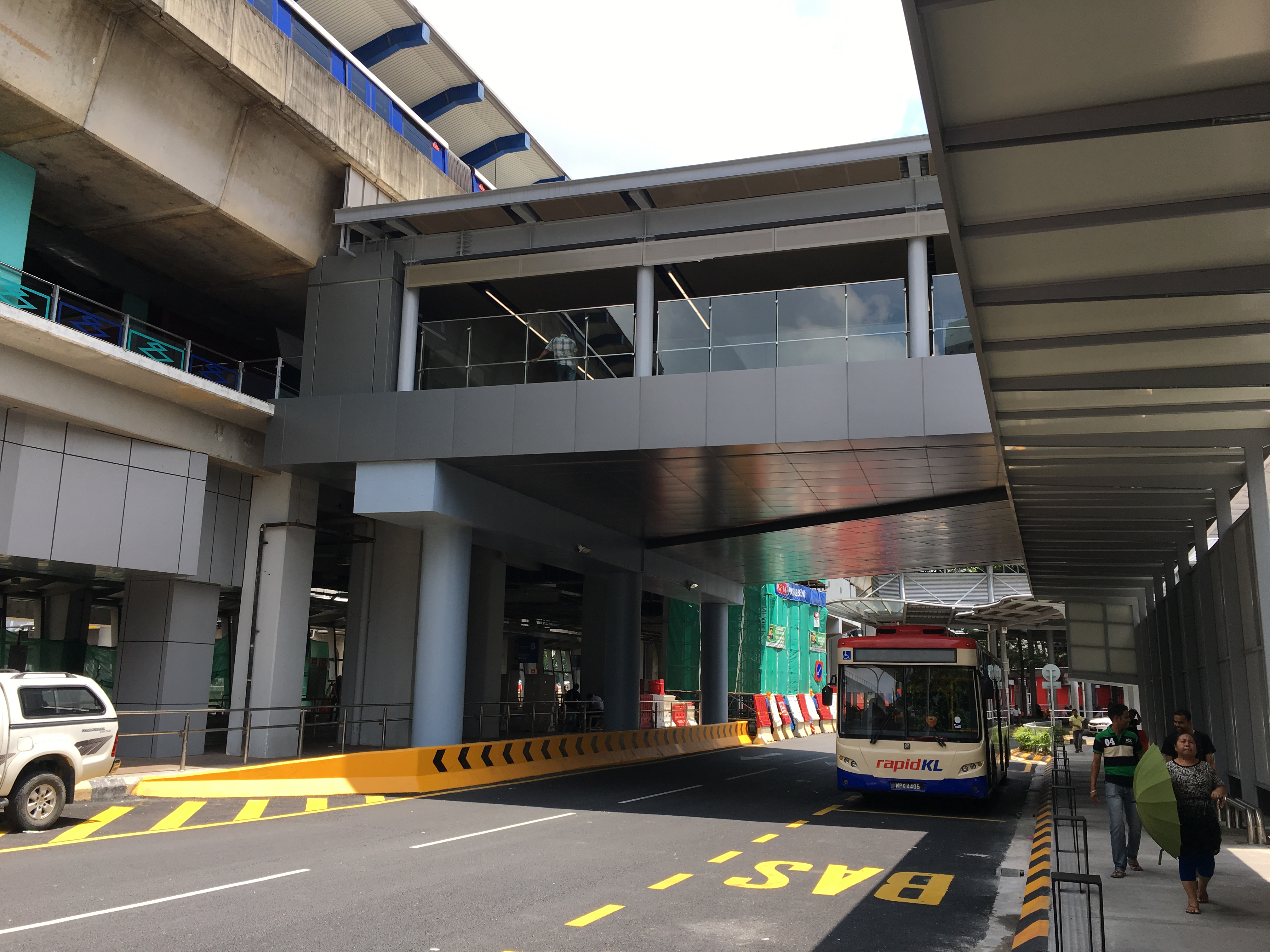
行人天桥外观和两个车站。
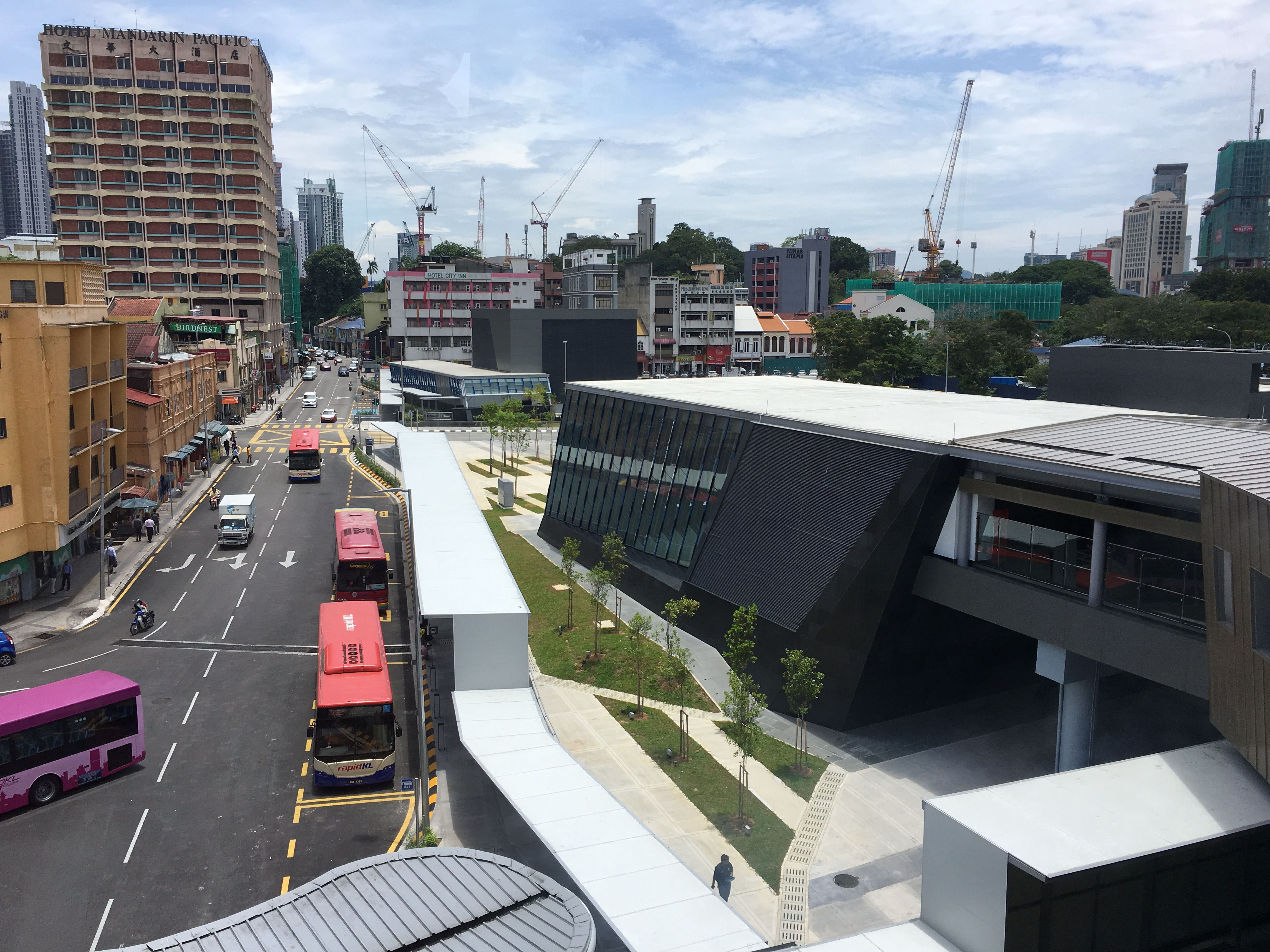
从轻快铁站看向行人天桥。
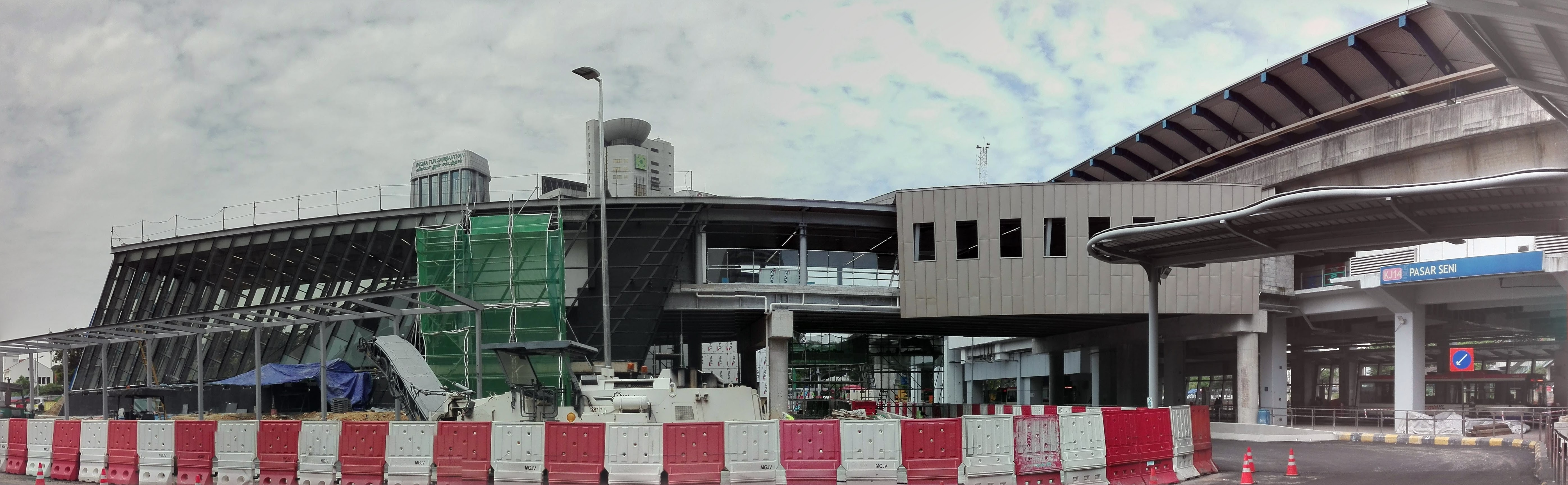
2017年5月建设中的行人天桥。
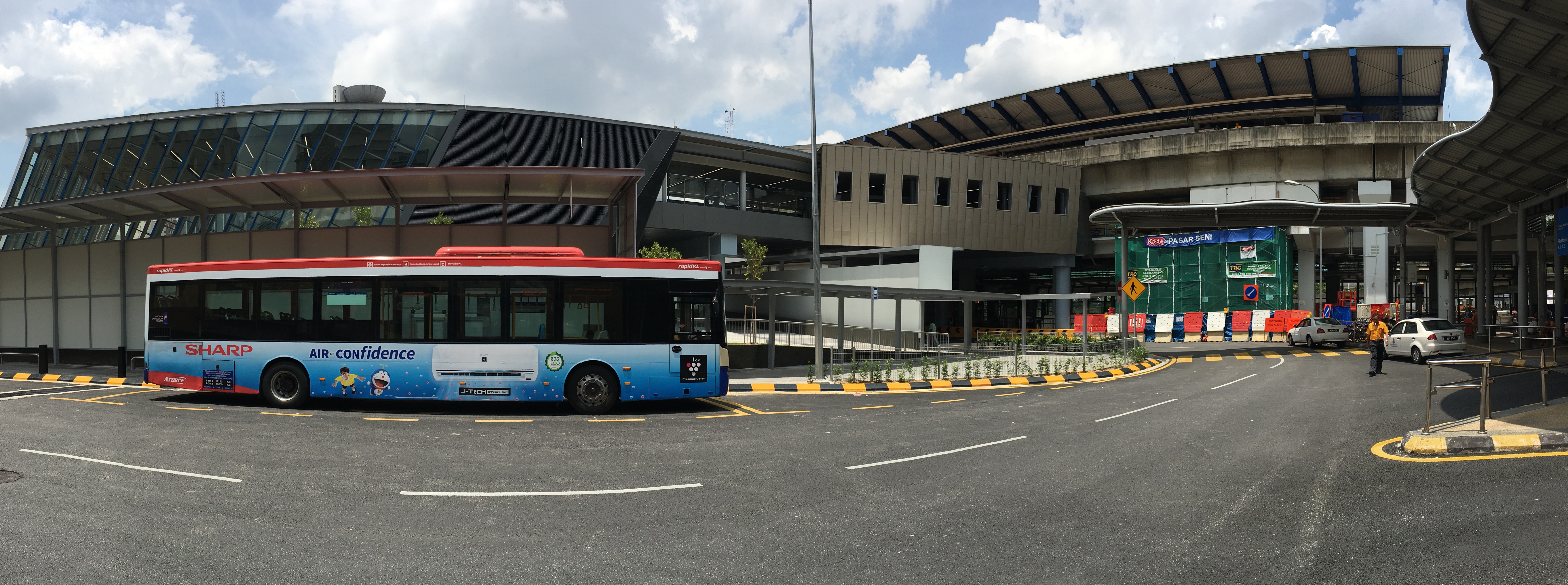
2017年9月完工时的情景。